# Lüttringhausen

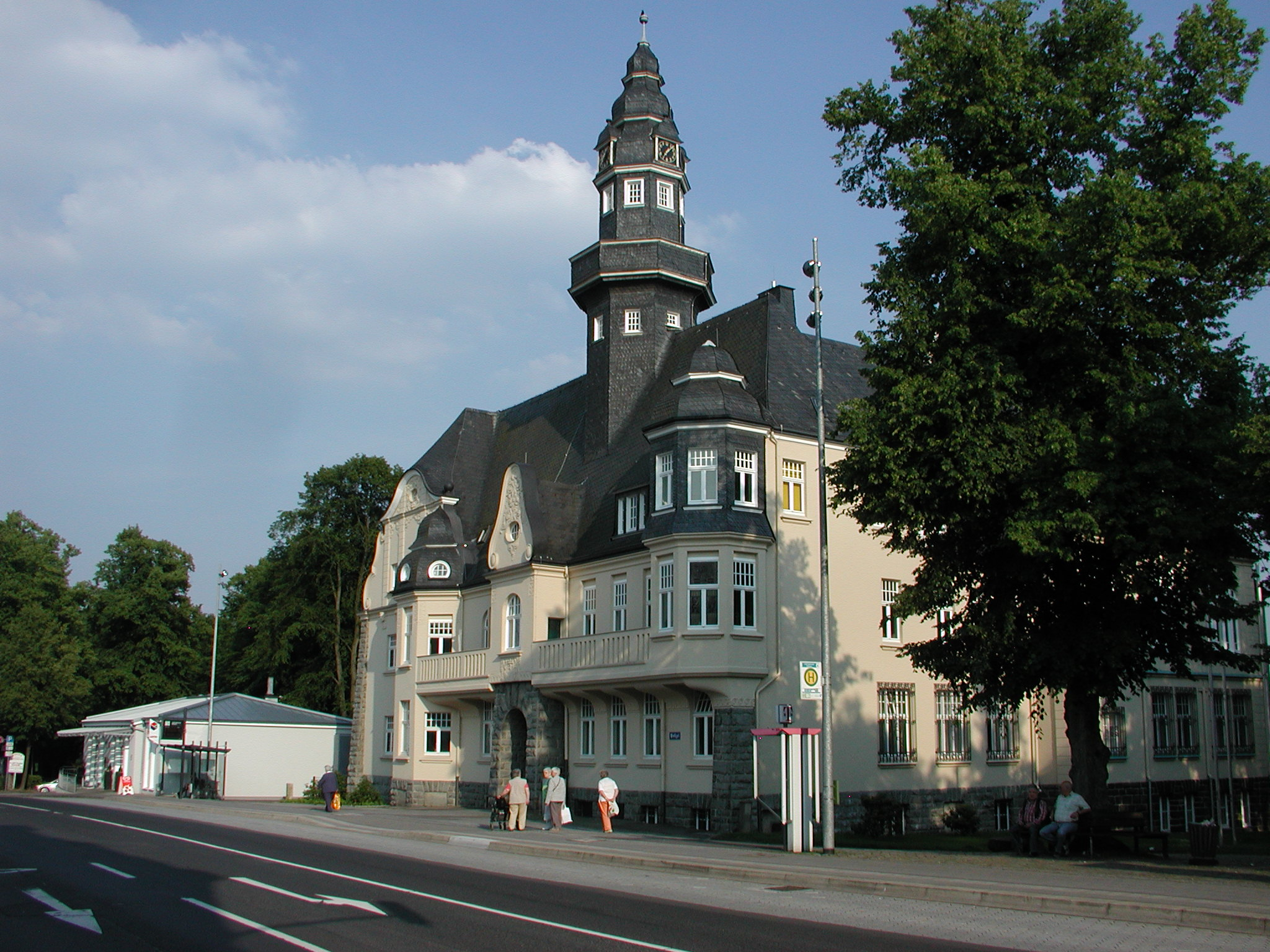
Rathaus Lüttringhausen

Lüttringhausen ist ein Stadtbezirk von Remscheid mit 17.108 Einwohnern, der bis 1929 eine selbstständige Stadt war. Bundesweit bekannt wurde Lüttringhausen durch den ehemaligen Fußballproficlub BV 08 Lüttringhausen, der von 1982 bis 1984 in der 2. Fußball-Bundesliga spielte und mittlerweile im FC Remscheid aufgegangen ist.
Im Südwesten von Lüttringhausen liegt das große Gelände der vor allem für das Bergische Land zuständigen psychiatrischen Klinik Evangelische Stiftung Tannenhof. Auf dem Terrain des ehemaligen Gutshofs der Stiftung ist das Christliche Hospiz Bergisch Land für Remscheid, Radevormwald, Hückeswagen und Wermelskirchen in Planung.
Bekannt ist auch die am Rande in Richtung Klausen gelegene Justizvollzugsanstalt Remscheid.

## Gliederung
Der Bezirk Lüttringhausen gliedert sich in die Stadtteile Lüttringhausen Mitte, Klausen, Großhülsberg, Garschagen, Schmittenbusch, Stursberg, Dörrenberg, Goldenberg und Lüttringhausen West. Weitere Ortslagen und Hofschaften in Lüttringhausen sind etwa Grünenplatz, Grund, Kranenholl, Leyermühle und Stollen.

## Geschichte
Die Endung -inghausen lässt auf eine Besiedlung im 9./10. Jahrhundert durch die Borchter schließen, die an der mittleren Ruhr lebten und bis zu Karls Sachsenkriegen unter sächsischer Herrschaft standen.
1189 wurde das Kirchspiel Lüttringhausen erstmals in Urkunden als Besitz der Grafschaft Berg genannt. Der Hauptort Lüttringhausen wurde 1240 an die bergische Ministerialadelsfamilie Familie von Bottlenberg verliehen und zur Freiheit ernannt. Das Lehen bestand bis 1824.
1211 war in den Niederlanden der Orden der Kreuzherren gegründet worden, die 1289 in Beyenburg ein Kloster errichteten und seither dort ansässig sind. 2012 lebten von den letzten acht Kreuzbrüdern in Nordrhein-Westfalen noch zwei in Beyenburg. Zu deren Hauptpatronin wurde 1287 die Heilige Odilia, als ein Kreuzbruder die Gebeine der Heiligen in Köln entdeckt hatte. 1964 wurde ein Teil der Reliquien in einer feierlichen Prozession nach Beyenburg gebracht, wo sie in der Klosterkirche St. Maria Magdalena verehrt werden.
In den umliegenden Höfen des Kirchspiels übten dagegen die bergischen Grafen die Grundherrschaft aus. Bis 1407 war das Kirchspiel Lüttringhausen Teil des bergischen Amtes Bornefeld, wurde aber am 8. Oktober des Jahres dem bergischen Gefolgsmann Eberhard von Limburg verpfändet, dem Amtmann des bergischen Amtes Beyenburg. Ursprünglich hatte das Kirchspiel Lüttringhausen aus den Honschaften Hohenhagen, Erbschloe, Garschagen und Walbrecken bestanden. Eberhard fügte das Kirchspiel seinem Amt Beyenburg hinzu, wo es bis zum Ende des Herzogtums Berg 1806 verblieb. In diesem langen Zeitraum lagen auch die Höfe der Honschaft Erbschloe im Kirchspiel Lüttringhausen, die heute zu Wuppertal gehören.
Die alte Handelsstraße der Hanse von Brügge nach Lübeck führte als Hauptachse für das Transportwesen durch Lüttringhausen, dann weiter nach Lennep (das auch Mitglied der Hanse war) und weiter ins Sauerland. Um die Zeit der Wende vom 14. zum 15. Jahrhundert entsandte man vom Hof Olpe den „Alf ut der Olpe“ in den Bereich der Hanse. 1406 wurde er Ratsherr in der Hansestadt Riga.
1733 kam es zu einem großen Brand des Ortes.

Lüttringhauser Wappen

1850 waren auch Unternehmen in Lüttringhausen von einem Streik der Textilarbeiter betroffen. Auf Antrag wurden Lüttringhausen am 18. August 1856 die preußischen Stadtrechte verliehen.
Lüttringhausen erhielt 1893 auf Antrag ein Wappen. Dessen Beschreibung lautet: In Silber (Weiß) geteilt durch einen schwarzen Wechselzinnenbalken (geht auf die Dienstmannen derer von Bottlenberg zurück), oben einen steigenden blaubewehrten roten Löwen (Bergischer Löwe) und unten ein rotes Kreuz, welches für die Kreuzherren aus Beyenburg steht. Das Oberwappen besteht aus einer silbernen (weißen) Mauerkrone mit drei Türmen und einem roten Tor.
Mit dem Gesetz über die kommunale Neugliederung des rheinisch-westfälischen Industriegebiets wurde die Stadtgemeinde Lüttringhausen 1929 aufgelöst. Der größte Teil wurde nach Remscheid eingemeindet, der Ortsteil Beyenburg zur neuen Stadt Barmen-Elberfeld.

## Persönlichkeiten
- Ein berühmter Sohn der Stadt ist der Reformator und Märtyrer Adolf Clarenbach, der um 1497 auf dem Buscherhof bei Lüttringhausen geboren wurde und wegen seiner Überzeugung 1529 in Köln-Melathen den Feuertod starb. Ein Denkmal an der Lüttringhauser Straße erinnert an ihn, und auch sein Geburtshaus in der Hofschaft Buscherhof ist 800 Meter westlich des Denkmals erhalten.
- Aus Heidt (seinerzeit Lüttringhausen, heute zu Wuppertal-Ronsdorf gehörend) stammt Daniel Schürmann (1752–1838). Er war ein angesehener Pädagoge, der auch mehrere Lehrbücher verfasste, so ein Praktisches Schulbuch zur Rechenkunst und Geometrie, eine Ausgabe Algebra und einen Entwurf zur Prüfung von Lehrern. Noch heute ist die Redewendung „nach Schürmanns Rechenbuch“ in der Stadt eine geläufige Bezeichnung, wenn es um die Richtigkeit einer Rechenaufgabe geht.
- Ebenso arbeitete der Lehrer Friedrich Wilhelm Dörpfeld in der damals zu Lüttringhausen gehörenden Volksschule Heidt und starb in Ronsdorf.
- Auch in Lüttringhausen geboren wurde am 5. Juni 1773 der Naturwissenschaftler Kaspar Georg Karl Reinwardt, der in Bogor bei Djakarta den 87 Hektar großen botanischen Garten Kebun Raya anlegte.
- Ferdinand Möllmann, * 2. Januar 1791 in Lüttringhausen; † 20. November 1854 in Iserlohn, war Großhändler, frühindustrieller Unternehmer und Mitgründer des Iserlohner Unternehmens Kissing & Möllmann.
- August Erbschloe gehörte dem Stadtrat an und war Beigeordneter, Richard Gertenbach prägte über 35 Jahre als Bürgermeister die Infrastruktur und das Bild der Stadt.
- Otto Lange, * 12. September 1878 in Lüttringhausen; † 6. Februar 1953 in Wiesbaden, war Politiker und Bürgermeister von Nastätten/Provinz Hessen-Nassau und Weißwasser/Oberlausitz.
- Ewald Platte, * 9. Oktober 1894 in der Honschaft Garschagen im heutigen Untergarschagen in Lüttringhausen, † 27. Dezember 1985 in Opladen, war ein deutscher Maler des Expressionismus.
- Nach dem am 19. Oktober 1900 in Lüttringhausen geborenen und am 17. Januar 1945 im KZ Dachau gestorbenen evangelischen Pfarrer und Mitglied der Bekennenden Kirche, Ludwig Steil, wurden der Platz vor der evangelischen Kirche sowie ein Patientenhaus der Evangelischen Stiftung Tannenhof benannt.
- Ernst Oberhoff (1906–1980) war ein bergischer Maler, Plastiker und Grafiker, der die Türen der Lüttringhauser Stadtkirche gestaltete.
- Ludwig Poullain (1919–2015) war Bankier und Vorstandsvorsitzender der Westdeutschen Landesbank (1968–1977) sowie Präsident des Deutschen Sparkassenverbandes (1968–1974).
- Christine Urspruch (* 1970) wuchs in Lüttringhausen auf und besuchte das Röntgen-Gymnasium in Remscheid-Lennep. Seit 2002 spielt sie im Tatort Münster die Rolle der Rechtsmedizinerin Silke Haller.

## Infrastruktur

### Verkehr

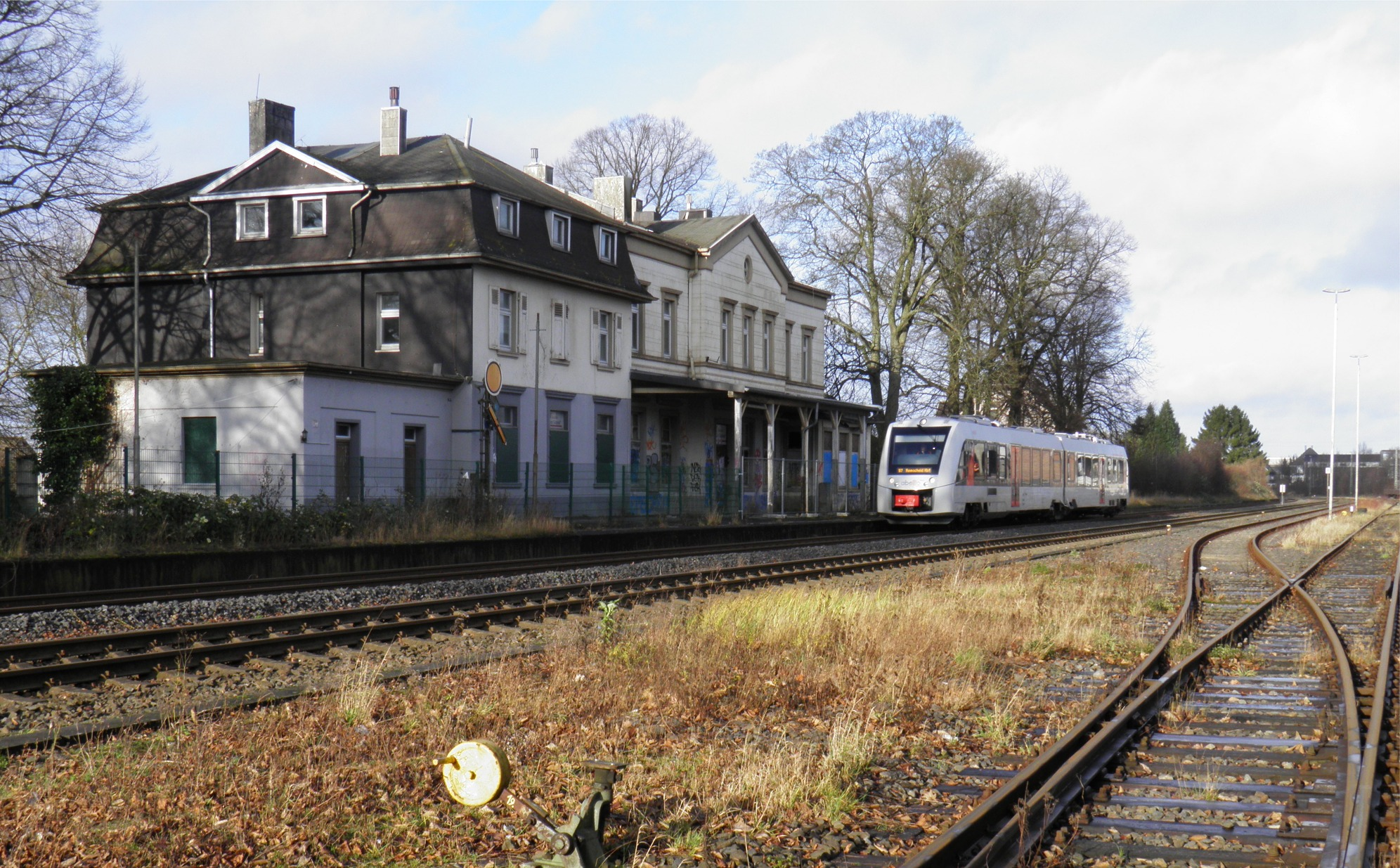
Alstom Coradia LINT 41 vor dem alten Bahnhofsgebäude

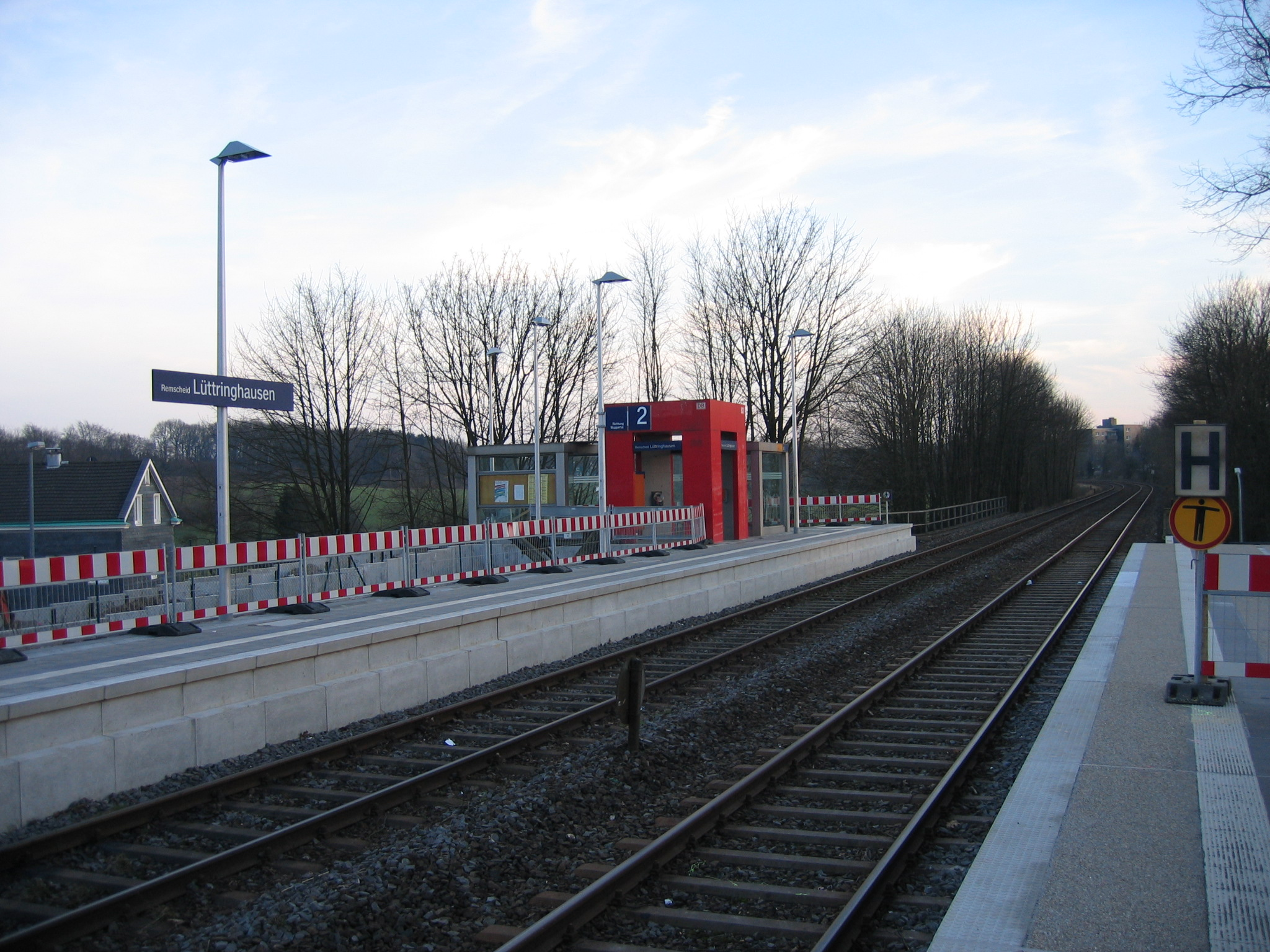
Haltepunkt Lüttringhausen

Der Haltepunkt Remscheid-Lüttringhausen liegt an der Bahnstrecke Wuppertal-Oberbarmen–Opladen und wird von der S-Bahn-Linie S 7 Der Müngstener der S-Bahn Rhein-Ruhr von Wuppertal Hauptbahnhof nach Solingen Hauptbahnhof bedient. Erstmals fand Lüttringhausen im Jahr 1868 Anschluss an das nationale Schienennetz. Damals wurde die Eisenbahnstrecke Wuppertal-Oberbarmen–Lennep über Ronsdorf und Lüttringhausen gebaut und in der von-Bottlenberg-Straße ein attraktives Bahnhofsgebäude errichtet.
Bis in die 1960er Jahre bestanden vor allem in Ronsdorf und Lüttringhausen zahlreiche Werksanschlüsse, weil viele einheimische Betriebe ihren Warenbetrieb darüber abwickelten. Außerdem bestand an der Grünenplatzstraße das Gebäude der Güterabfertigung, in dem sich die Annahme- und Abgabestelle für Fracht- und Expressgüter befand.
Die Autobahn A1 tangiert Lüttringhausen im Osten; die Abfahrt „Wuppertal-Ronsdorf/Lüttringhausen Nord“ liegt etwa 2 km vom Ortskern entfernt an der Stadtgrenze zu Wuppertal. An der Grenze zum Stadtteil Lennep wurde am 8. November 2006, nahe „Blume“ die Anschlussstelle „Remscheid-Lennep / Lüttringhausen Süd“ eröffnet. Die Landesstraße 58 (ehemals Bundesstraße 51) führt unmittelbar durch Lüttringhausen, ebenso die Landesstraßen 417 und 81.

### Bildung
Das Leibniz-Gymnasium (Lockfinker Straße 23), die Grundschule Adolf Clarenbach (Pestalozzistraße 17), die Gemeinschafts-Grundschule Eisernstein (Lockfinker Str. 23), die Katholische Grundschule (KGS) in der Richard-Pick-Straße, die Gemeinschafts-Grundschule Goldenberg (Remscheider Straße 239) sowie die Naturschule Grund (Grunder Schulweg) liegen in Lüttringhausen.
2013 brannte die Grundschule Eisernstein an ihrem alten Standort ab. Gleichzeitig wurde die Hauptschule Klausen wegen rückläufiger Schülerzahlen zum Ende des Schuljahrs aufgelöst. Dann zog die Eisernstein-Schule zunächst als Notlösung in die Lockfinker Straße, ehe der Stadtrat beschloss, dass das Leibniz-Gymnasium und die Grundschule zukünftig das Schulzentrum Klausen bilden sollten. Einige räumliche Ergänzungen wurden dadurch nötig.
In der Hofschaft Halbach wird auf dem Gelände der ehemaligen Grundschule von dem privaten Trägerverein „Integrative Montessori-Kinderhaus für Hochbegabte e. V.“ eine spezialisierte Kindertagesstätte betrieben.

### Hilfsorganisationen
- Deutsches Rotes Kreuz
- Freiwillige Feuerwehr Lüttringhausen
- Malteser Hilfsdienst

## Sehenswürdigkeiten und Kultur

### Kirchen

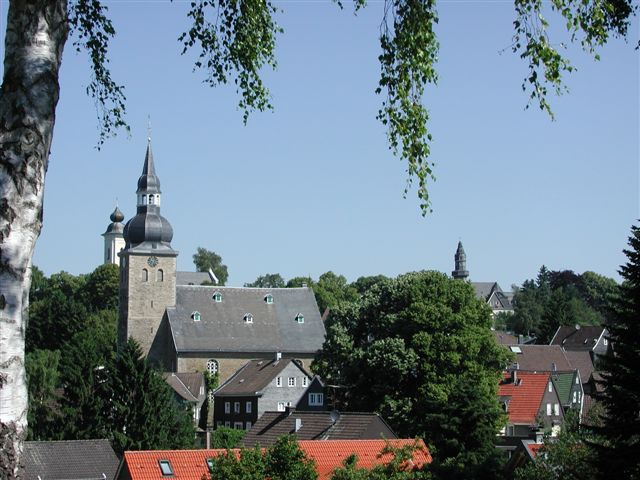
Evangelische Stadtkirche im Vordergrund, katholische Kirche und Rathausturm im Hintergrund

Es gibt folgende Kirchen in Lüttringhausen:
- die 1735 erbaute Evangelische Stadtkirche Lüttringhausen am Ludwig-Steil-Platz, älteste Kirche im Ort
- die 1925–1927 errichtete katholische Heilig-Kreuz-Kirche in der Richard-Pick-Straße
- die evangelische Kirche auf dem Gelände der Evangelischen Stiftung Tannenhof an der Remscheider Straße
- die evangelische Kirche Goldenberg am Goldenberger Kirchweg
- die neuapostolische Kirche an der Lindenallee

### Andere bedeutende Gebäude

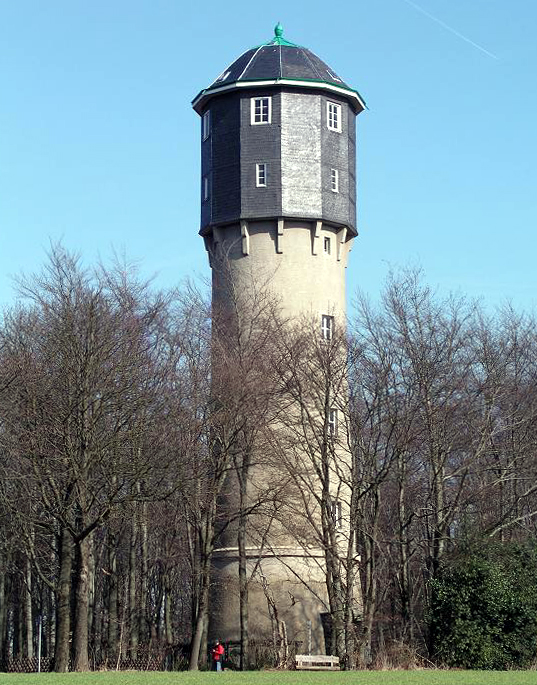
Wasserturm von 1914 (bis 1973 in Betrieb)

Weitere bedeutende Gebäude in Lüttringhausen sind
- der ehemalige Lüttringhauser Wasserturm von 1914 auf der Garschager Heide nahe der A 1
- das 1907–1908 erbaute, historische Rathaus Lüttringhausen (Kreuzbergstraße 15)
- die Justizvollzugsanstalt Remscheid in der Masurenstraße
- das Gelände der Freilichtbühne am Ludwig-Steil-Platz, auf dem seit den 1930er Jahren volkstümliche Theaterstücke (seit 1954 vom Theaterverein „Lüttringhauser Volksbühne“) unter der Bezeichnung „Bergische Heimatspiele“ aufgeführt werden
- denkmalgeschützte Häuser in der Altstadt rund um die evangelische Stadtkirche – die meisten von ihnen Schiefer- oder Fachwerkhäuser sowie Gebäude im Jugendstil
- Das Haus Felderhof 1 steht im Jahr 2015 unter Denkmalschutz.
- Die drei Gebäude im Ensemble „Wiedenhof“ stehen unter Denkmalschutz.
- Jahn-Turnhalle in der Klausener Straße.

### Denkmalschutz
Unter Denkmalschutz stehen (im Jahre 2015) u. a.:
- Adolf-Clarenbach-Straße 1, 2, 3, 5, Jüdischer Friedhof
- Am Singerberg 1, 6
- Birgdener Berg 12
- Buscher Hof 3
- Clemenshammer 5, 47/49, 48, 50, 51
- Elbersstraße 5
- Farrenbracken 1
- Felderhof 1
- Garschager Heide 43 – Wasserturm
- Gerberstraße 2, 4, 13, 15
- Gertenbachstraße 1, 2, 4, 7, 11, 13, 16, 18, 30, 32, 34, 36
- Goldenberger Kirchweg 2
- Gründerhammer 1
- Grund 11, 25, 28/30, 33, 35, 40, 43
- Grunder Schulweg 1, 13, 38
- Halbach 1, 1a, 7, 8, 17
- Hermannsmühle 1, 3
- Heusiepen 2
- Klausen 11, 18, 24
- Klausener Straße 5, 7 – Turnhalle, Transformatorhaus, Sportplatz
- Kreuzbergstraße 15, 22
- Langenhaus 29, 31, 46, Ehrenmal
- Leyermühle: Hilbertzhammer
- Linde 161
- Lüttringhauser Straße Clarenbach-Denkmal
- Masurenstraße 28 – JVA
- Oelingrath 2, 3
- Remscheider Straße 5, 7, 9, 13, 17, 22, 23 (Türstock), 76 – Kirche + Verwaltungsgebäude Stiftung Tannenhof, 187 189, 239 – Schule, 241 – Turnhalle, 247
- Richard-Koenigs-Straße 1 – Freiwillige Feuerwehr
- Richard-Pick-Straße 1, 5, 7 – Heilig Kreuz-Kirche, 9
- Richthofenstraße 7, 14, 24, 25, 28, 40, 42, 44,50, 52, Evangelische Kirche, Ehrenmal
- Schmittenbuscher Straße 4, Ehrenmal Friedhof
- Spelsberg 2, 3, 4, 5, 6, 12
- Stollen 1
- Tannenbergstraße 21
- Westen 15, 29, 44, 56
- Wiedenhof 1, 2, 3

Im Wald unterhalb der Häuser der Stiftung Tannenhof steht ein Denkmal für die Skagerrakschlacht.

### Zeitung
- Lüttringhauser Anzeiger, Herausgeber: Heimatbund Lüttringhausen e. V, Geschäftsstelle in der Gertenbachstraße 20, erscheint den 1. und 3, Donnerstag und hat eine Auflage von rund 25.000 Exemplaren.[7]

### Vereine

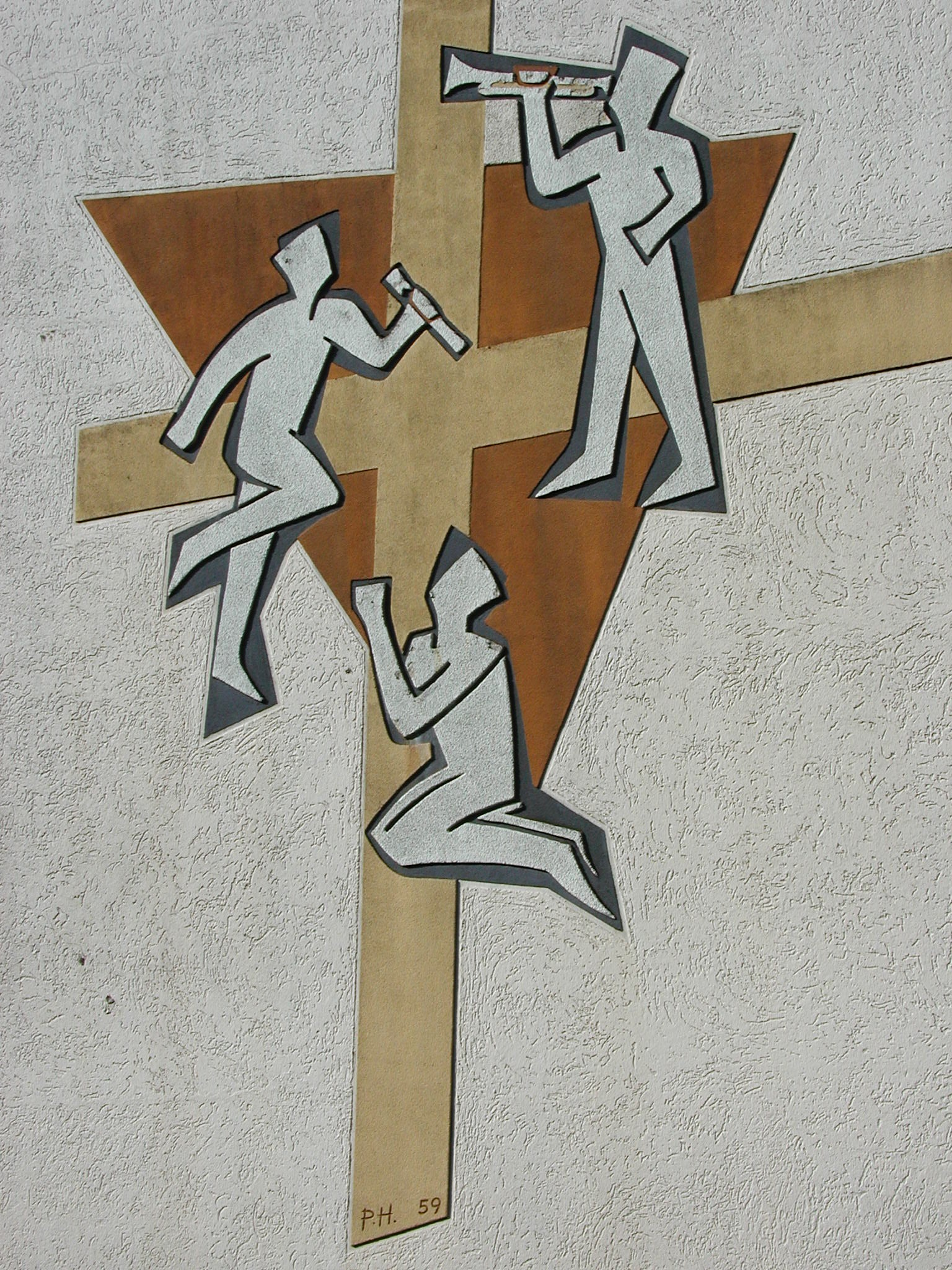
CVJM-Emblem am Haus des Vereins in der Gertenbachstraße

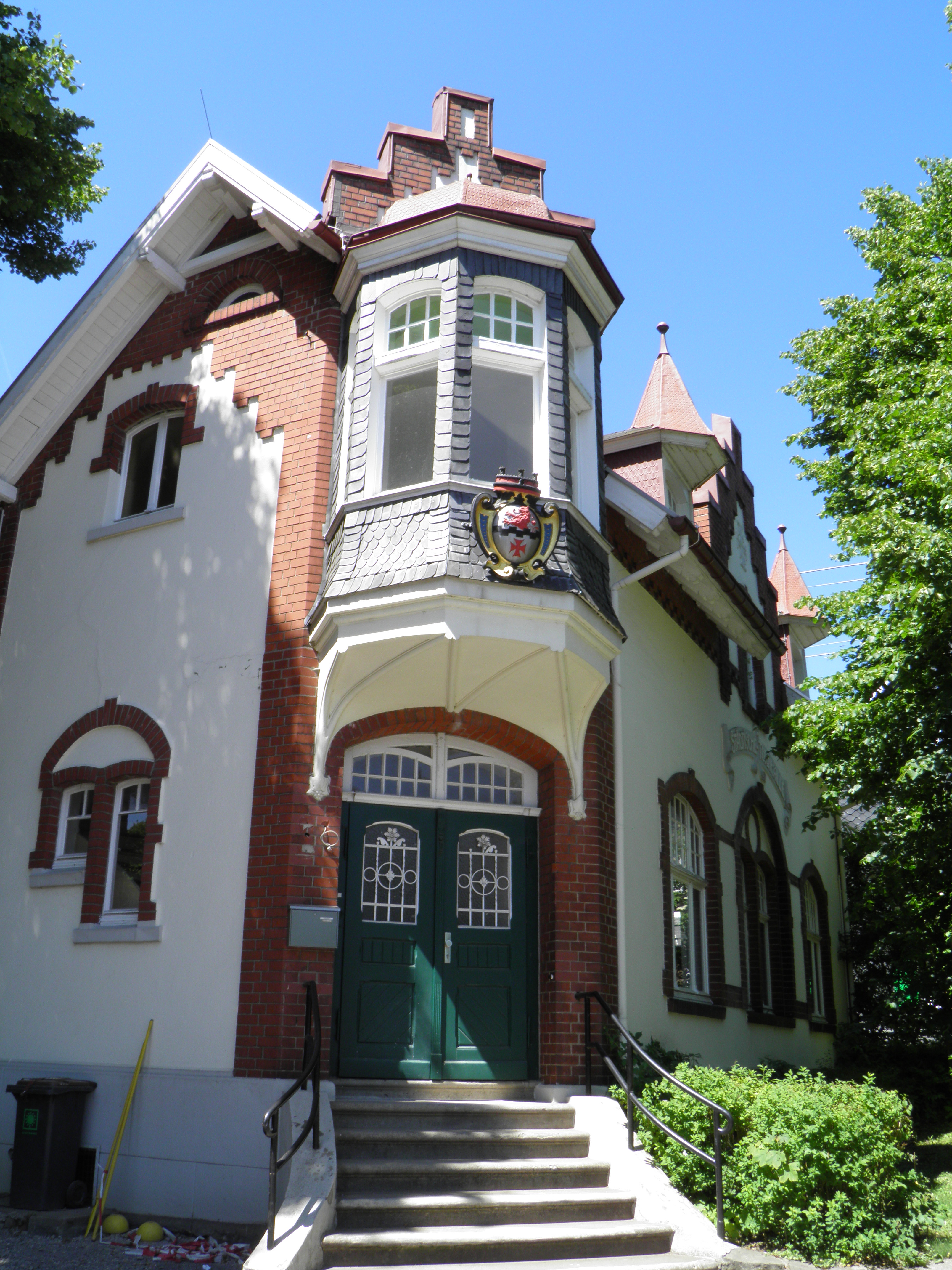
Jahn-Turnhalle Lüttringhausen

- Bolzen-Schießklub Grunder Schützen
- Bolzen-Schießklub Lüttringhausen: Mehrfacher Meister und Pokalsieger der Bergischen Bolzenschützen und aktueller Meister der höchsten Schießklasse. Der Verein trägt die Trainings- und Wettkampfabende im Haus Goldenberg aus.
- Bolzen-Schießklub Wildschützen
- Brieftaubenverein Germania Westen
- Brieftaube Lüttringhausen
- Bürgerverein Klausen e. V. (derzeit in Auflösung begriffen)
- CVJM Lüttringhausen e. V.: als „Evangelischer Männer- und Jünglingsverein“ gegründet, macht der CVJM unter dem neuen Namen „Christlicher Verein junger Menschen“ heute Jugendarbeit für beide Geschlechter, insbesondere im Auftrag der evangelischen Kirchengemeinde Lüttringhausen. Es finden in der Woche Termine für über 15 Gruppen statt, an denen Kinder und Jugendliche von der Vorschule bis Klasse 13 teilnehmen. Der CVJM unterhält ein Haus in der Gertenbachstraße, in dem sich der größte Veranstaltungssaal in Lüttringhausen befindet.
- FC Remscheid
- Förderverein „Christliches Hospiz Bergisch Land“
- Förderverein für Umweltbildung Remscheid e. V. – Naturschule Grund
- Frauenselbsthilfe nach Krebs
- Goldenberger Turnverein
- Heimatbund Lüttringhausen e. V.: Bürger- und Verkehrsverein[8]
- Jugendhilfe „Die Schlawiner e. V.“: kümmert sich in den Räumen des städtischen Jugendzentrums Lüttringhausen (Klausen 22) als Nachfolgeorganisation der „Initiative offene Jugendarbeit Lüttringhausen“ intensiv um die Jugendlichen in Lüttringhausen. Er bietet attraktive Freizeitgestaltung und ist eine Anlaufstelle bei Problemen. Ferner wird im gesamten Stadtteil eine intensive Sozialarbeit betrieben.
- Katholische Arbeitnehmer-Bewegung (KAB)
- 1. FC Klausen
- Kleingärtnerverein Klauserdelle e. V.
- Die Lütteraten – Freunde und Förderer der Stadtbibliothek Lüttringhausen
- Lüttringhauser Frauenchor
- Lüttringhauser Männerchor
- Lüttringhauser Turnverein

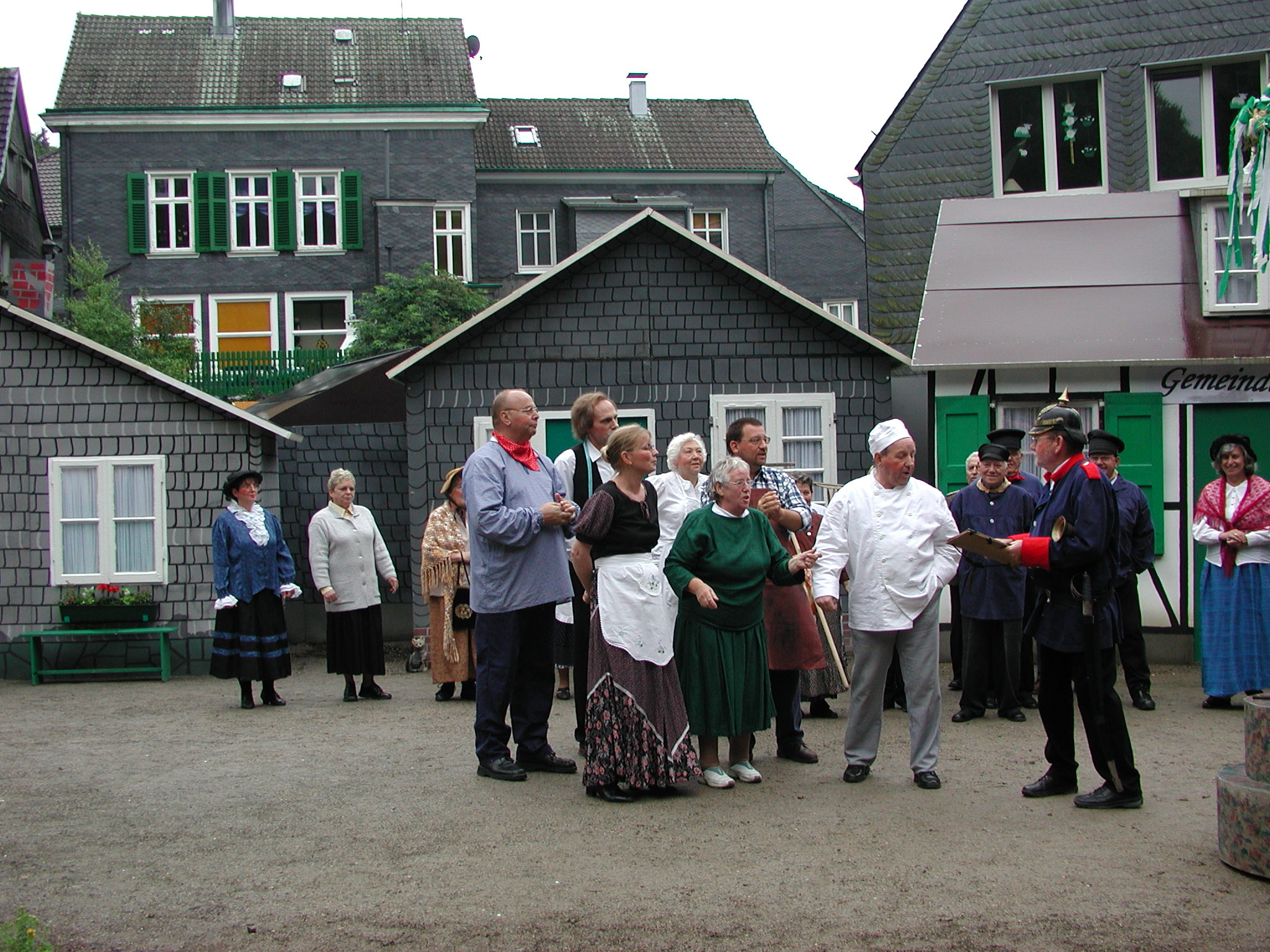
Bergische Heimatspiele auf der Freilichtbühne

- Lüttringhauser Volksbühne: 1954 gegründeter Theaterverein, der u. a. alljährlich Mundartstücke aufführt, so die seit 1928 bestehenden „Bergischen Heimatspiele“, welche traditionsgemäß im Sommer auf der Freilichtbühne im Ortskern stattfinden. Die Stücke hierzu stammen seit 2014 aus der Feder des Lüttringhausers Christian Wüster.
- Marketingrat Lüttringhausen e. V.: Der am 4. Juni 2003 gegründete Marketingrat Lüttringhausen ist ein freier Zusammenschluss von Bürgern, Vereinen und Unternehmen, die im Stadtteil Lüttringhausen wohnen oder dort ein Gewerbe betreiben und das Ziel haben, gemeinsam das Image und die Infrastruktur Lüttringhausens zu verbessern. Der Verein führt regelmäßig eine Reihe von publikumswirksamen Veranstaltungen durch.
- Ökumenische Initiative Lüttringhausen: Sie betreibt u. a. den Flair-Laden in der Altstadt.
- Posaunenchor der evangelischen Kirchengemeinde Lüttringhausen: Er ist eine der größten Musikvereinigungen ebendort und spielt bei kirchlichen und weltlichen Anlässen. Der Chor wurde 1898 gegründet.
- Posaunenchor Linde
- Radsportverein „Adler“ Lüttringhausen 1952 e. V.: Mit über 200 Mitgliedern größter Radsportverein im Bergischen Land. Veranstaltet seit 1954 jedes Jahr im Mai sein großes Straßenradrennen „Rund in Lüttringhausen“ mit rund 600 Teilnehmern. In den letzten Jahren hat sich eine sehr erfolgreiche Mountainbike-Abteilung entwickelt, und 2009 wurde auch das erste Mountainbike-Rennen veranstaltet.
- Sauerländischer Gebirgsverein – Ortsgruppe Lüttringhausen
- Schützenbruderschaft „Zum Kreuz“ Lüttringhausen e. V.: Bereits seit 1355 bestehender Schützenverein – jetzt nur noch Schießverein – mit Schützenhaus und Schießstand am Klauserbach
- Schulverein der GGS Adolf-Clarenbach und Goldenberg e. V.
- Schulverein Eisernstein-Schule
- Schulverein der Katholischen Grundschule
- Siedlergemeinschaft Lüttringhausen e. V. Klauserfeld
- Skatfreunde Lüttringhausen
- SG Sportfreunde Lüttringhausen 1996
- SG Viktoria Blaffertsberg
- Taubenverein „Juno“
- Verein „Haus Clarenbach“
- Vereinigung Gertenbachstraße: Unabhängige Gruppierung innerhalb des Heimatbundes Lüttringhausen mit Zielsetzung Belebung der Altstadt, Vernetzung von Vereinen, Nachhaltigkeit und fairer Handel[9]
- Vereinigter Reit- und Fahrverein Remscheid

### Veranstaltungen
- März bzw. April: LüttringHASEN: Ostersamstagsaktion für Kinder in der Gertenbachstraße mit fairgehandelten Süßwaren
- April: GertenBUCHstraße: Literarische Meile auf der Gertenbachstraße am Samstag nach dem Tag des Buches (20. April)
- Mai: Straßenradrennen „Rund in Lüttringhausen“ im Industriegebiet Großhülsberg
- Juni: Bergische Heimatspiele der „Lüttringhauser Volksbühne“ auf dem Freilichtgelände am Ludwig-Steil-Platz
- Juni: Restaurant Day auf der Gertenbachstraße im Anschluss an eine Aufführung der Bergischen Heimatspiele
- Juni: Seifenkistenrennen in Lüttringhausen auf der Schlosserstraße im Industriegebiet Großhülsberg
- Juni: Ökumenisches Gemeindefest der Evangelischen Kirchengemeinde Lüttringhausen, der Evangelischen Kirchengemeinde bei der Stiftung Tannenhof und der Katholischen Pfarrgemeinde Heilig Kreuz mit St. Bonaventura
- in der Jahresmitte im zweijährlichen Turnus der 24-Stunden-Lauf der Pfarrgemeinde Heilig Kreuz
- August: Lüttringhauser Treff, seit 2018: zweitägige Sommerparty mit Lüttringhauser Treff
- September: Herbst- und Bauernmarkt in Lüttringhausen
- September: Lüttringhauser Kunsthandwerkermarkt
- November: Traditionelles Mätensingen
- November bzw. Dezember – Erster Advent: Lüttringhauser Weihnachtsmarkt

### Wirtschaft
Historisch waren Landwirtschaft, Kleineisenindustrie und Bandwirkerei die tragenden Säulen der Wirtschaft. Im Jahre 1608 wurden Im gesamten Kirchspiel zehn Hammerwerke, zehn Schleifkotten, zwei Walkmühlen und eine Pulvermühle gezählt.
Eine wirtschaftliche Blütezeit erlebte Lüttringhausen zu Beginn des 19. Jahrhunderts. So berichtete Pastor Elbers 1801, dass es in der Stadt 62 Hämmer, 215 Schmieden, 6 Lohgerbereien, 27 Tuch- und 149 Siamoisenwebereien sowie 102 „Lindstühle“ gab, während 100 selbständige Fuhrleute für den Transport der gefertigten Waren ins Ausland und ins Umfeld sorgten.
Aktuell bilden folgende Branchen die Schwerpunkte:
- Metallverarbeitung
- Stahlindustrie
- Werkzeugindustrie
- Autozubehör
- Textilindustrie – speziell Bänder

als Spezialfirmen:
- Fabrikation von Gas- und Wasserzählern
- Hersteller von Feuerwerkskörpern
- Schirm- und Werbeschirmzentrum
- Klaviaturenhersteller
- Hersteller von Schallplattenreinigungsmaschinen
- Betriebe für Wärmebehandlung, Härten und Nitrieren

## Bildergalerie

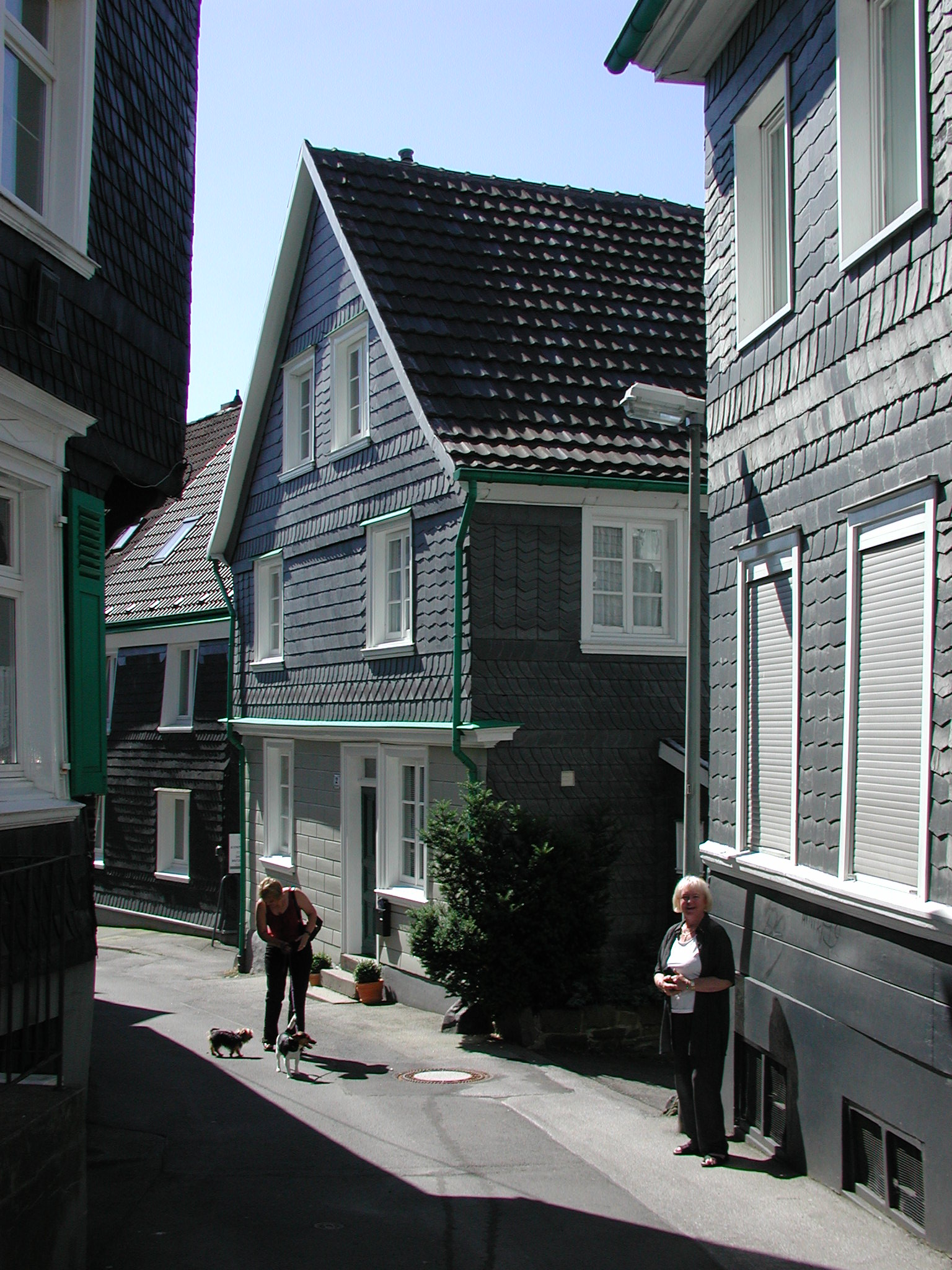
Adolf-Clarenbach-Straße mit dem Gebäude der ersten Schule im Ort
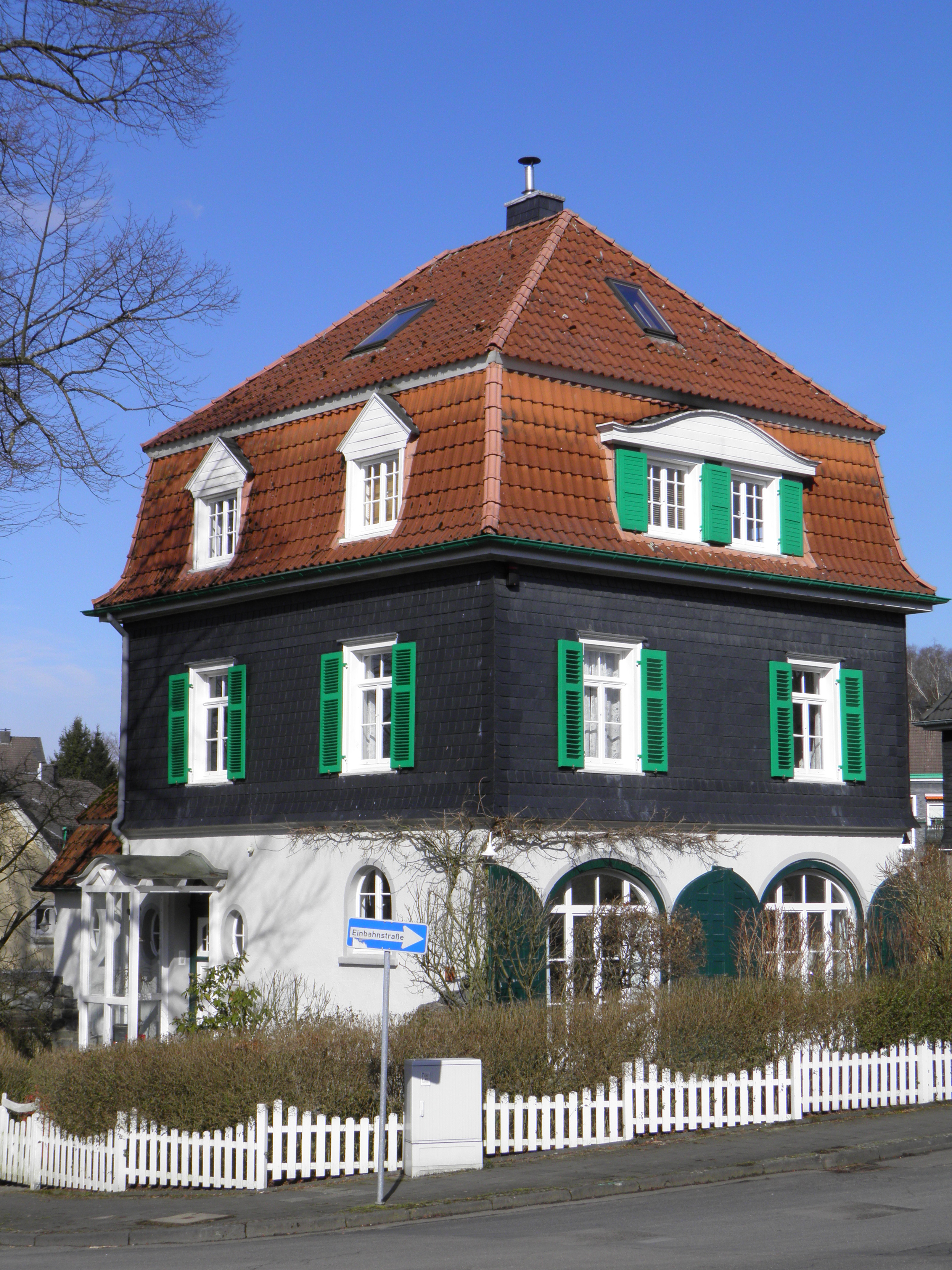
Adolf-Clarenbach-Straße 25 in Lüttringhausen – ehemals DRK-Haus
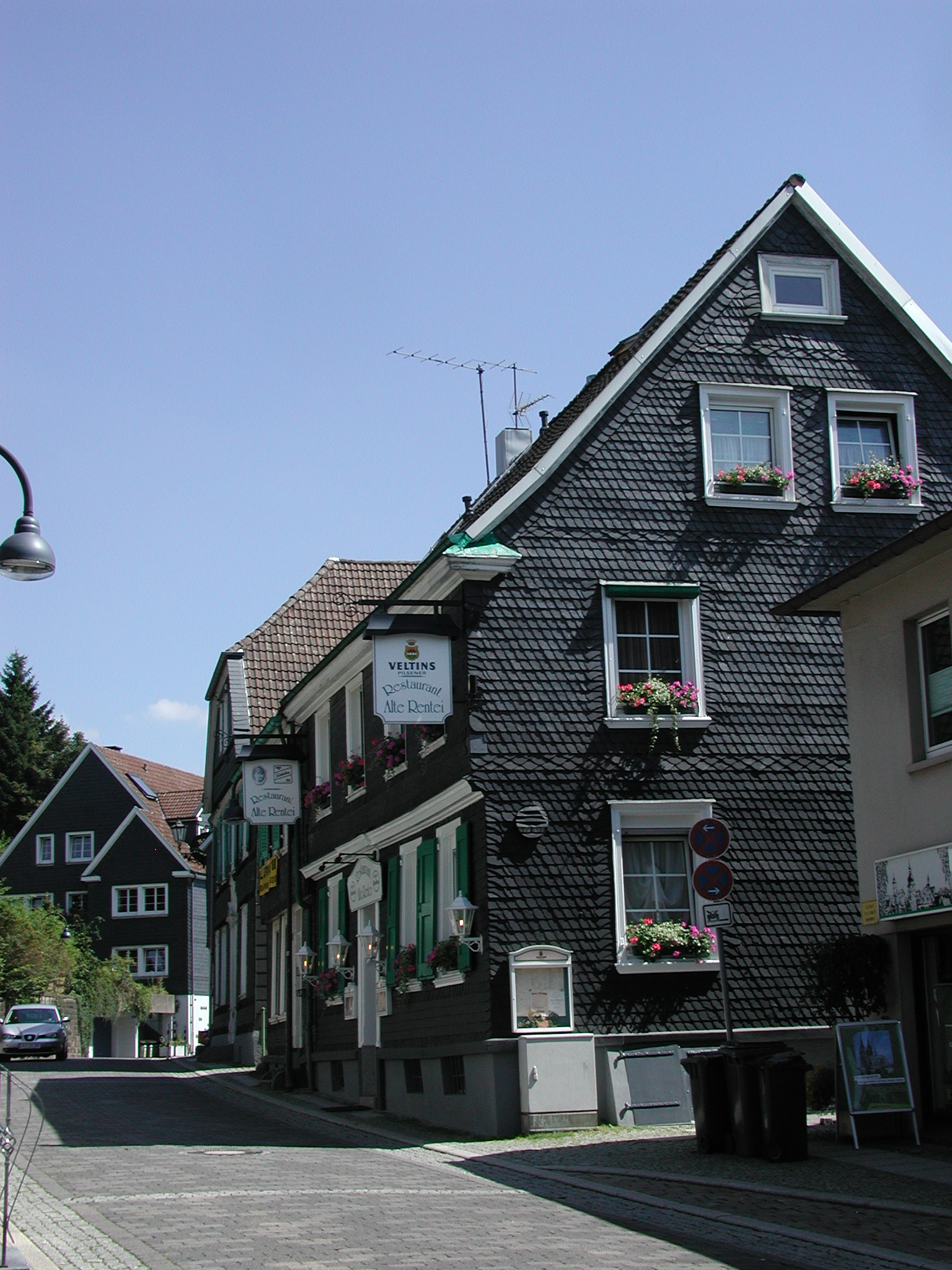
Alte Rentei, Gaststätte in Lüttringhausen, wo sich gegenüber einst die Gemeinde-Rentei befand
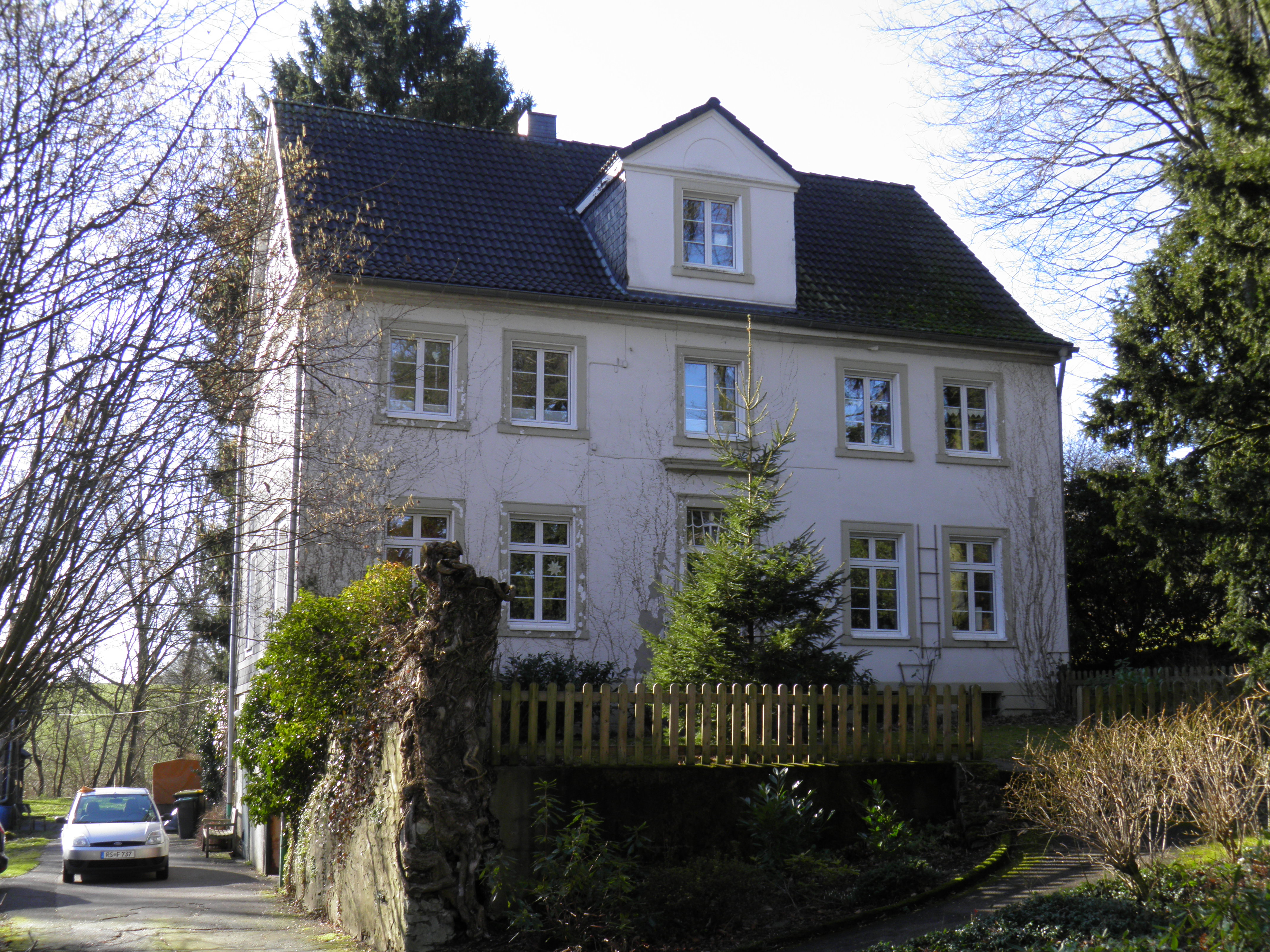
Wiedenhof 1 in Lüttringhausen
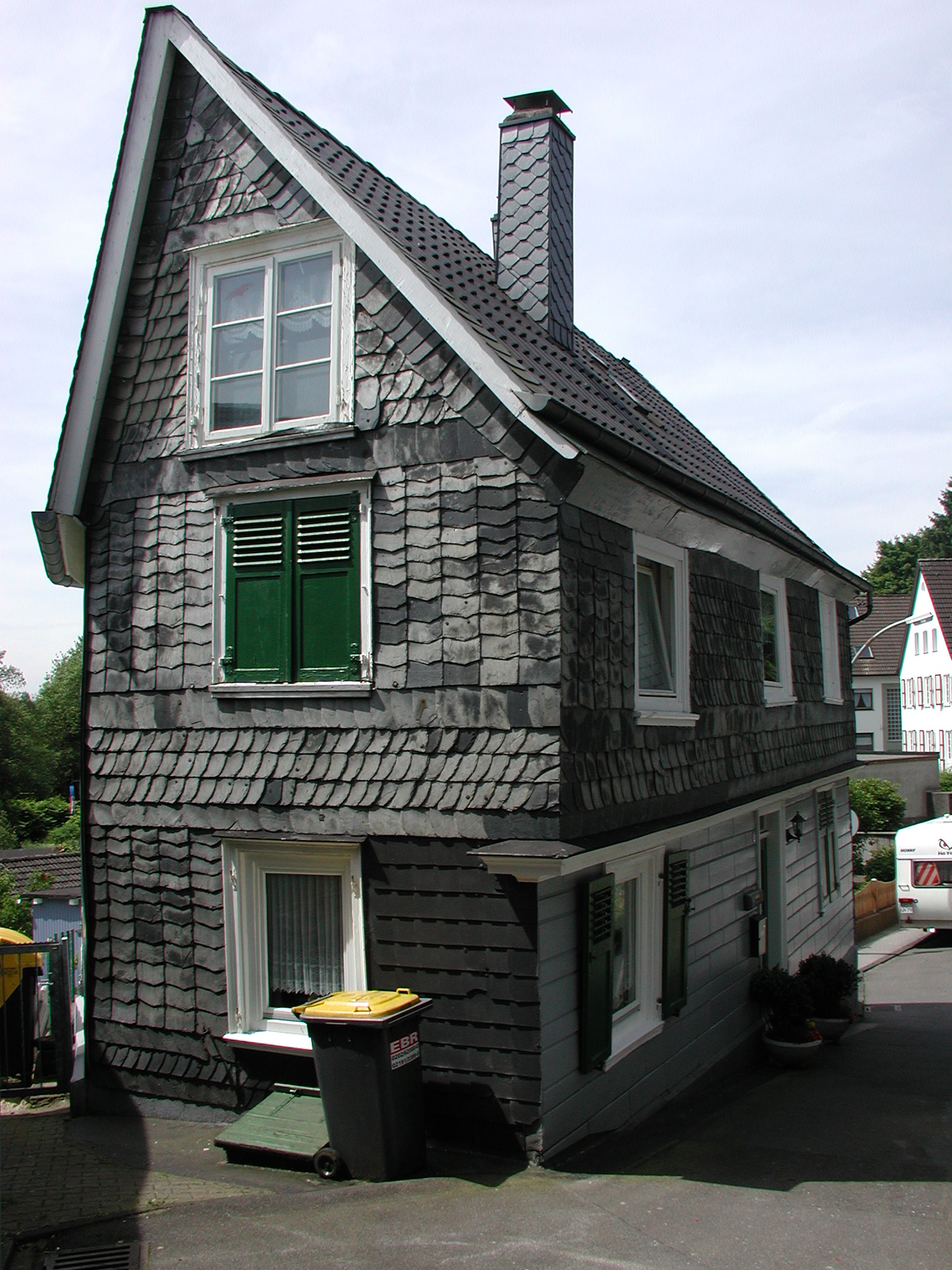
Haus Elbersstraße 5
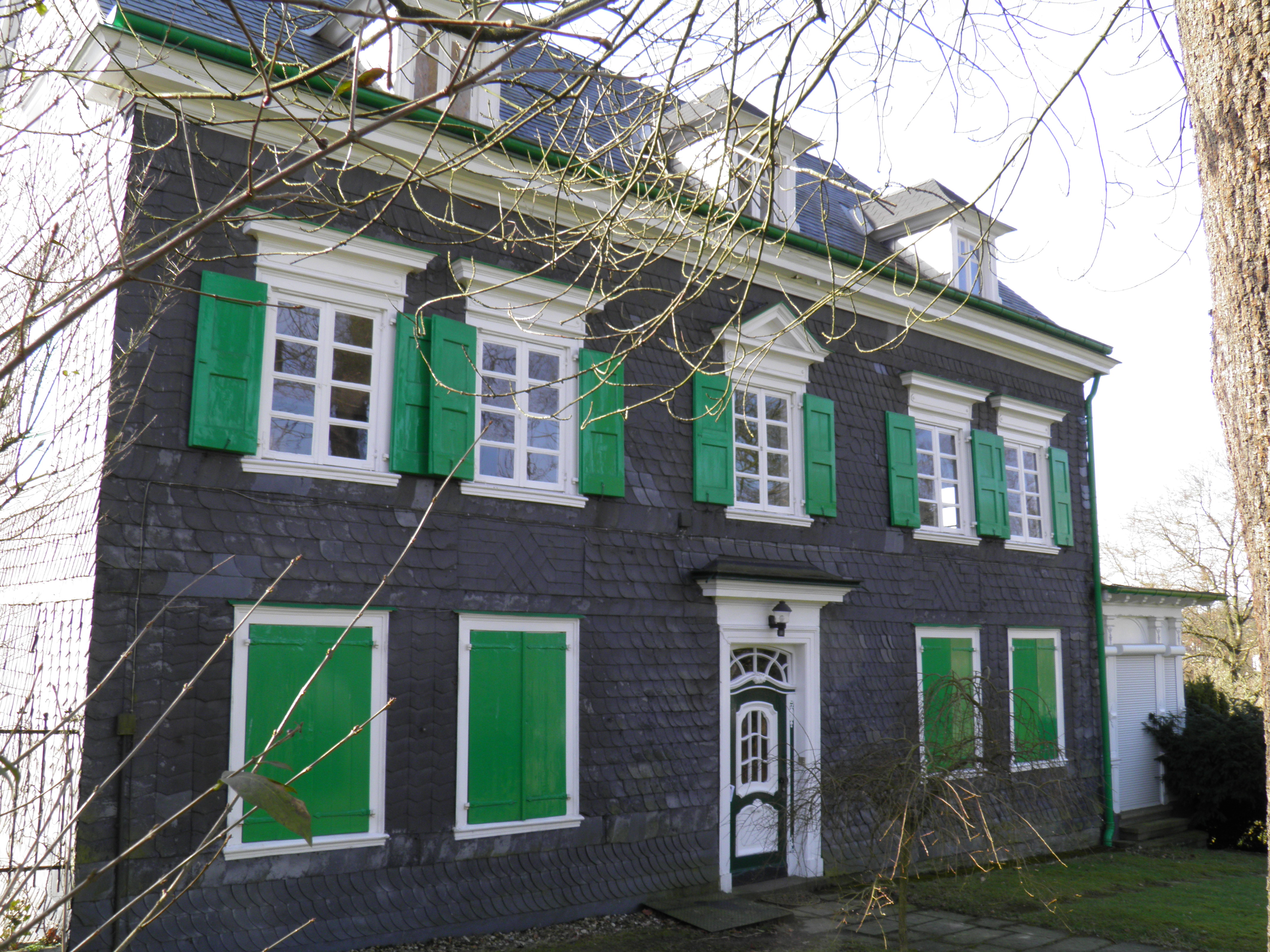
Lüttringhausen Felderhof Nr. 1
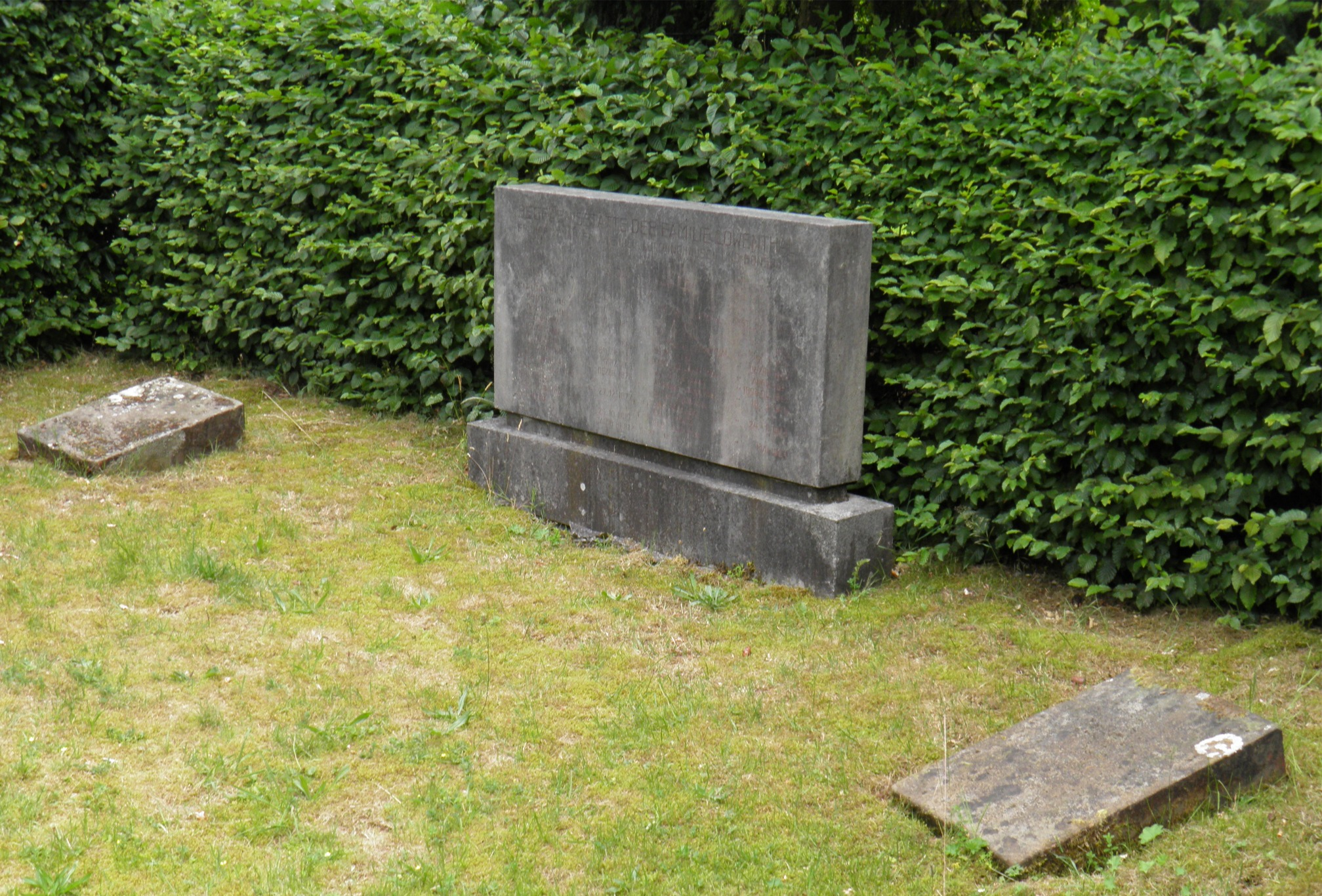
Jüdischer Friedhof in Lüttringhausen
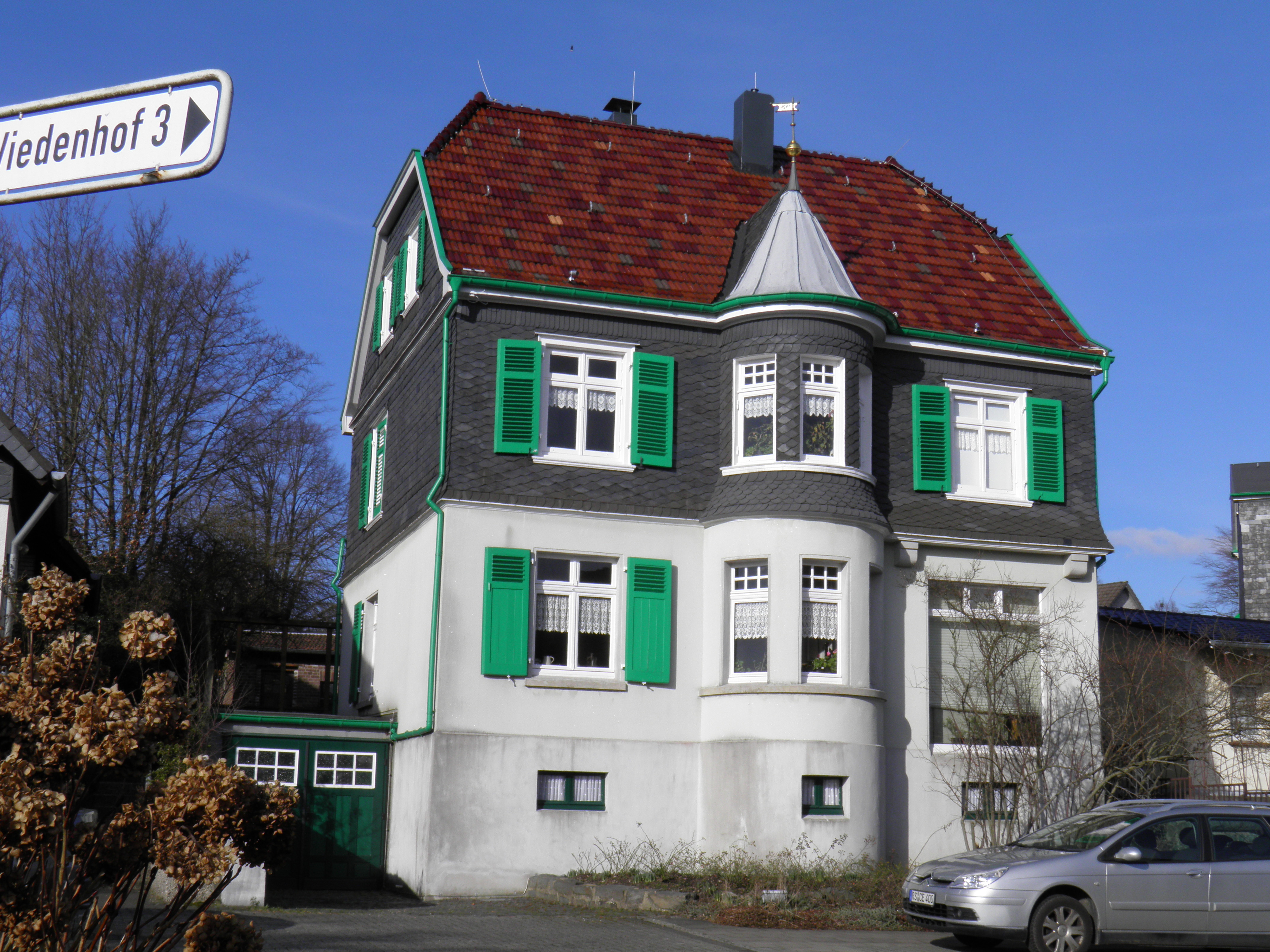
Remscheider Str. 28 in Lüttringhausen
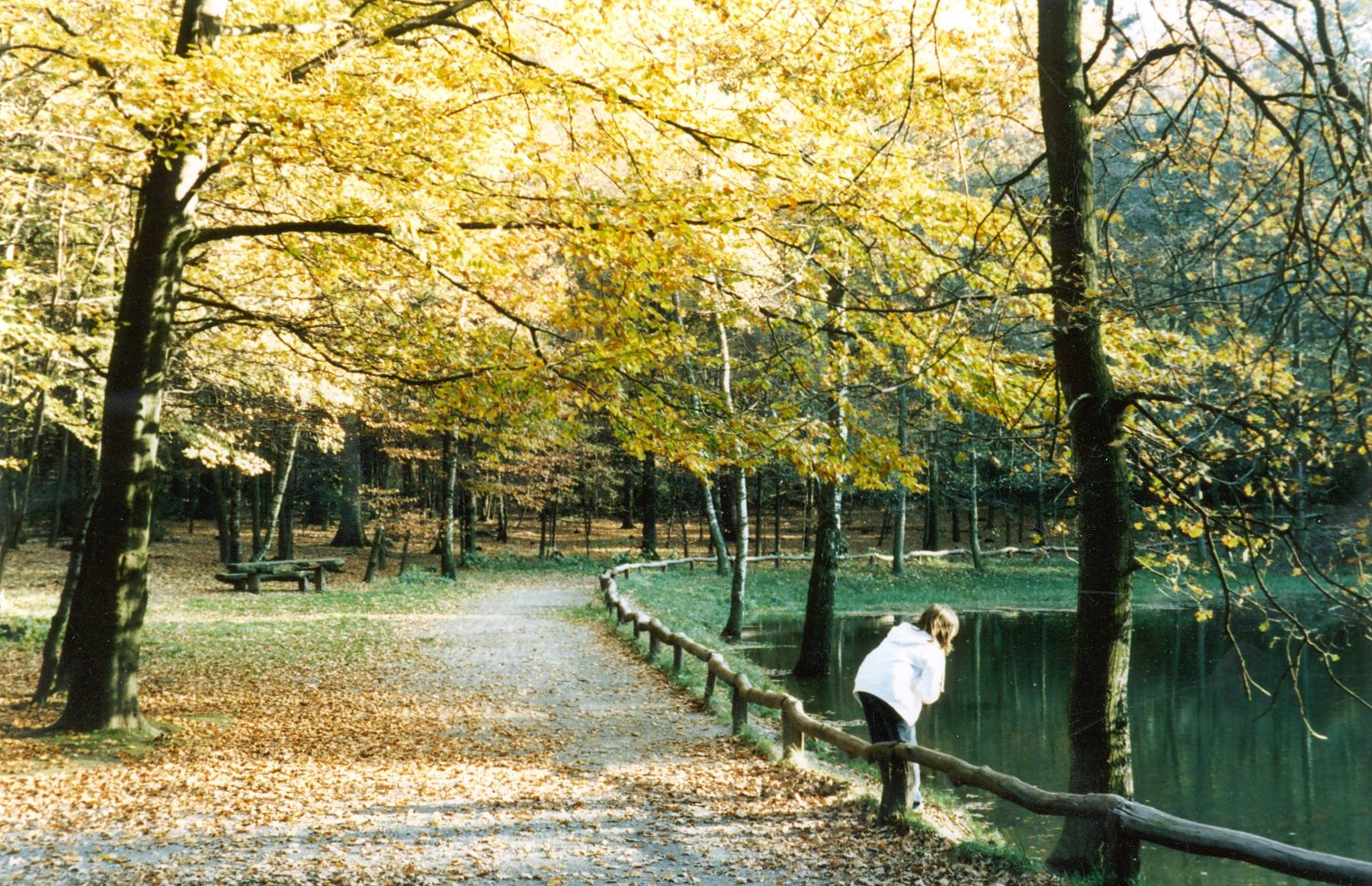
Lüttringhauser Stadtwaldteich nahe Olperhöhe im Herbst
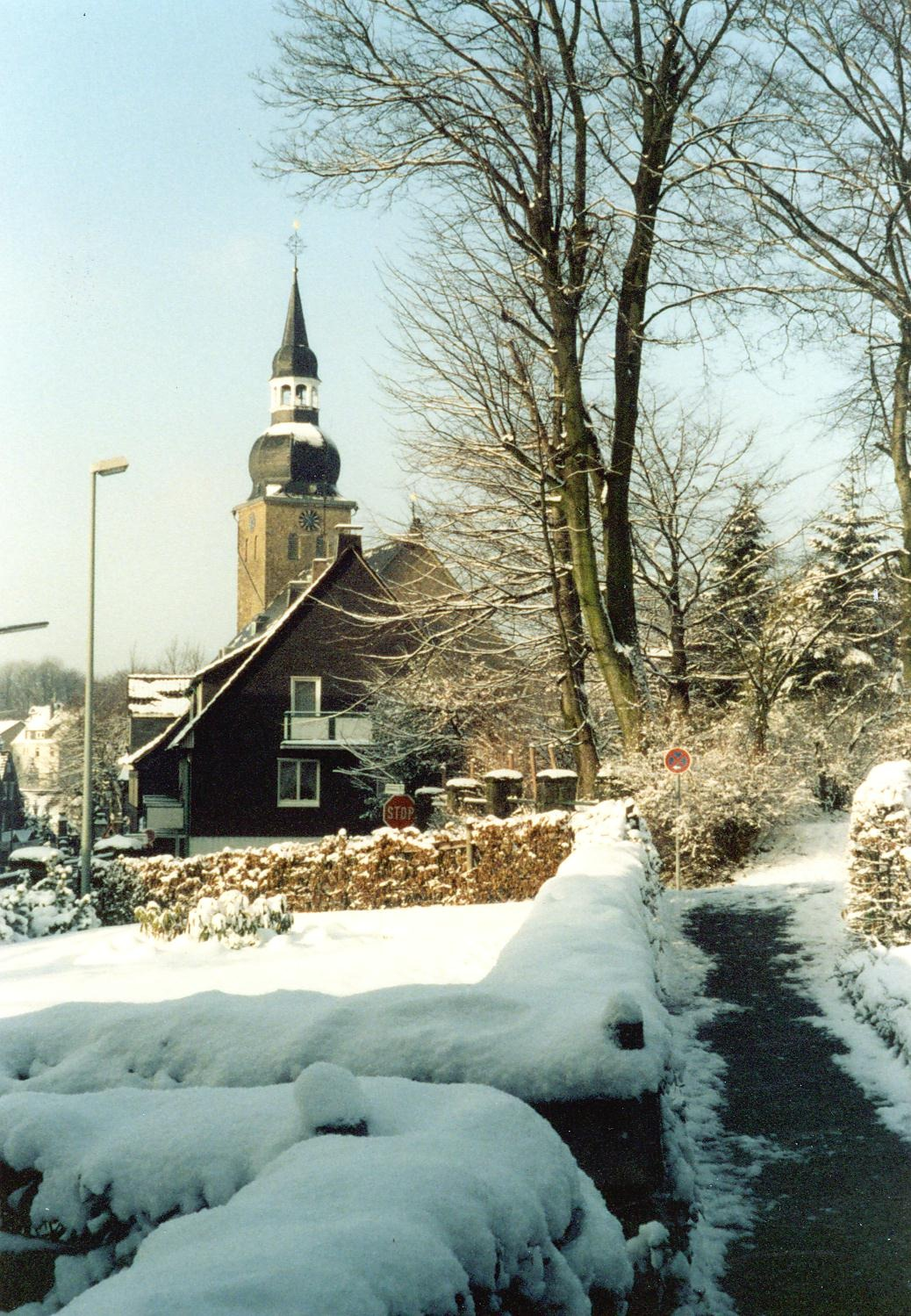
Winter in der Altstadt/Feldstraße
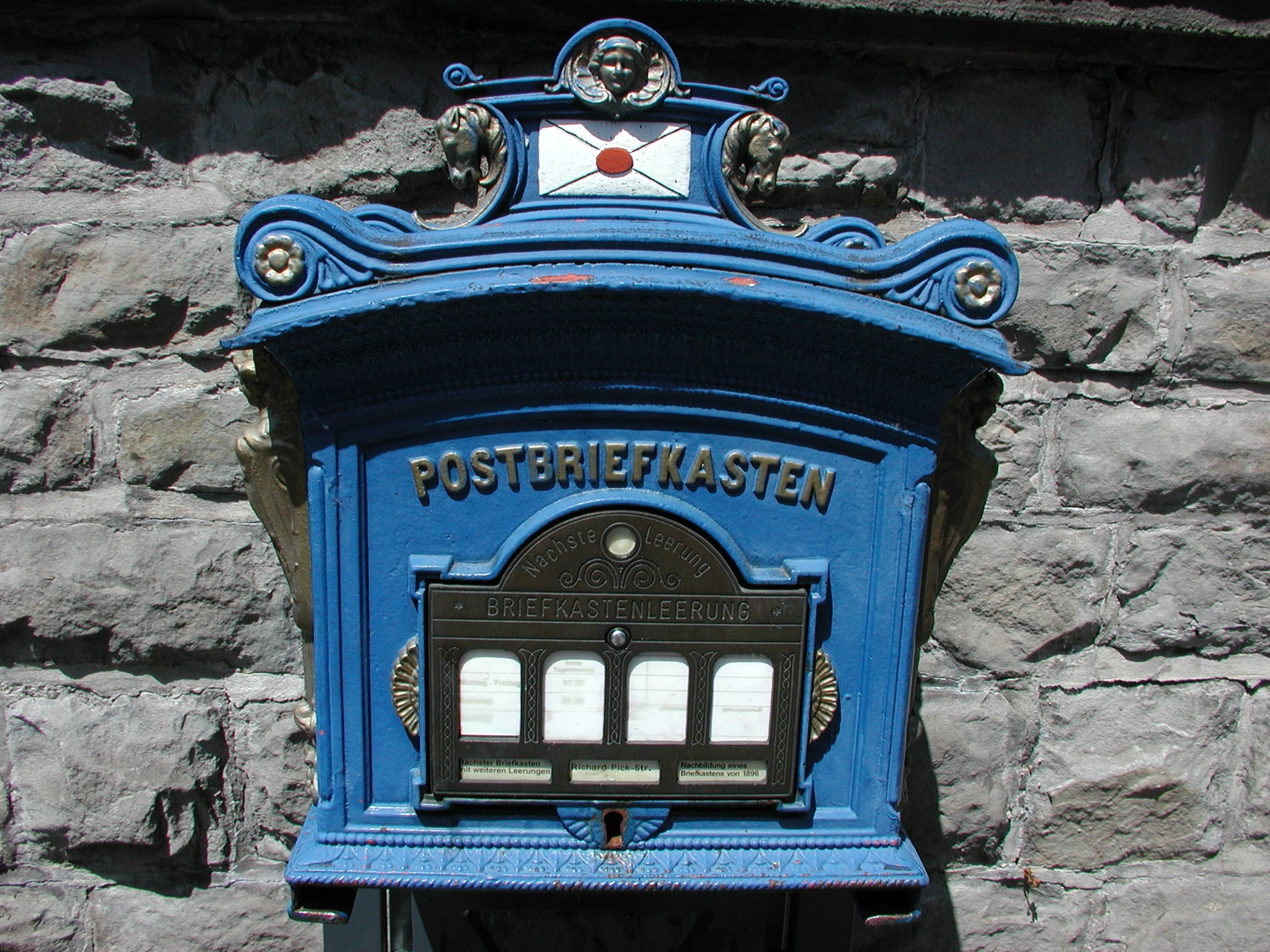
Briefkasten der Post, Nachbildung der Kaiserlichen Post, bei der ev. Stadtkirche
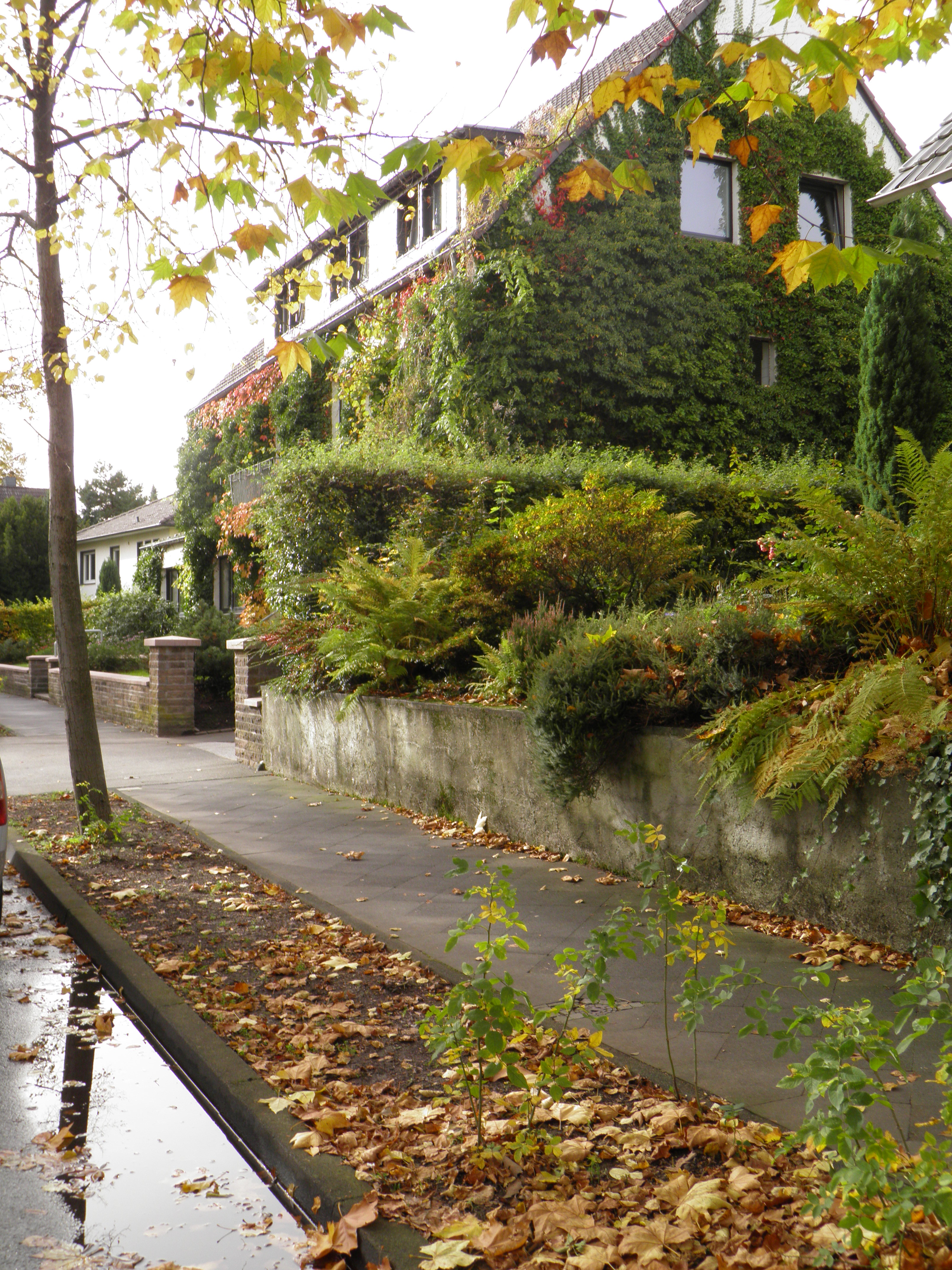
Haus Remscheid in der Feldstraße im Herbst
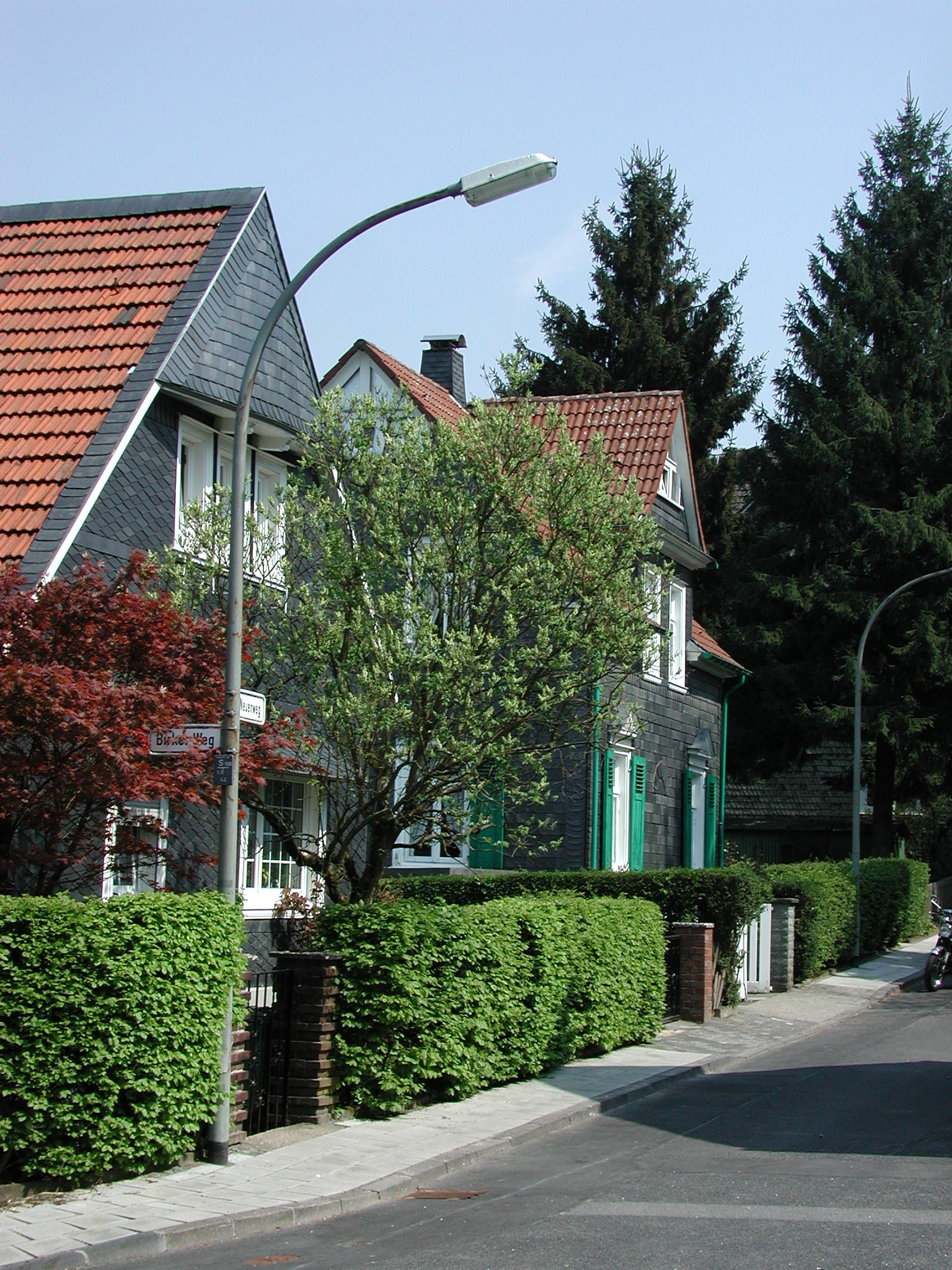
Neuenweg in Lüttringhausen
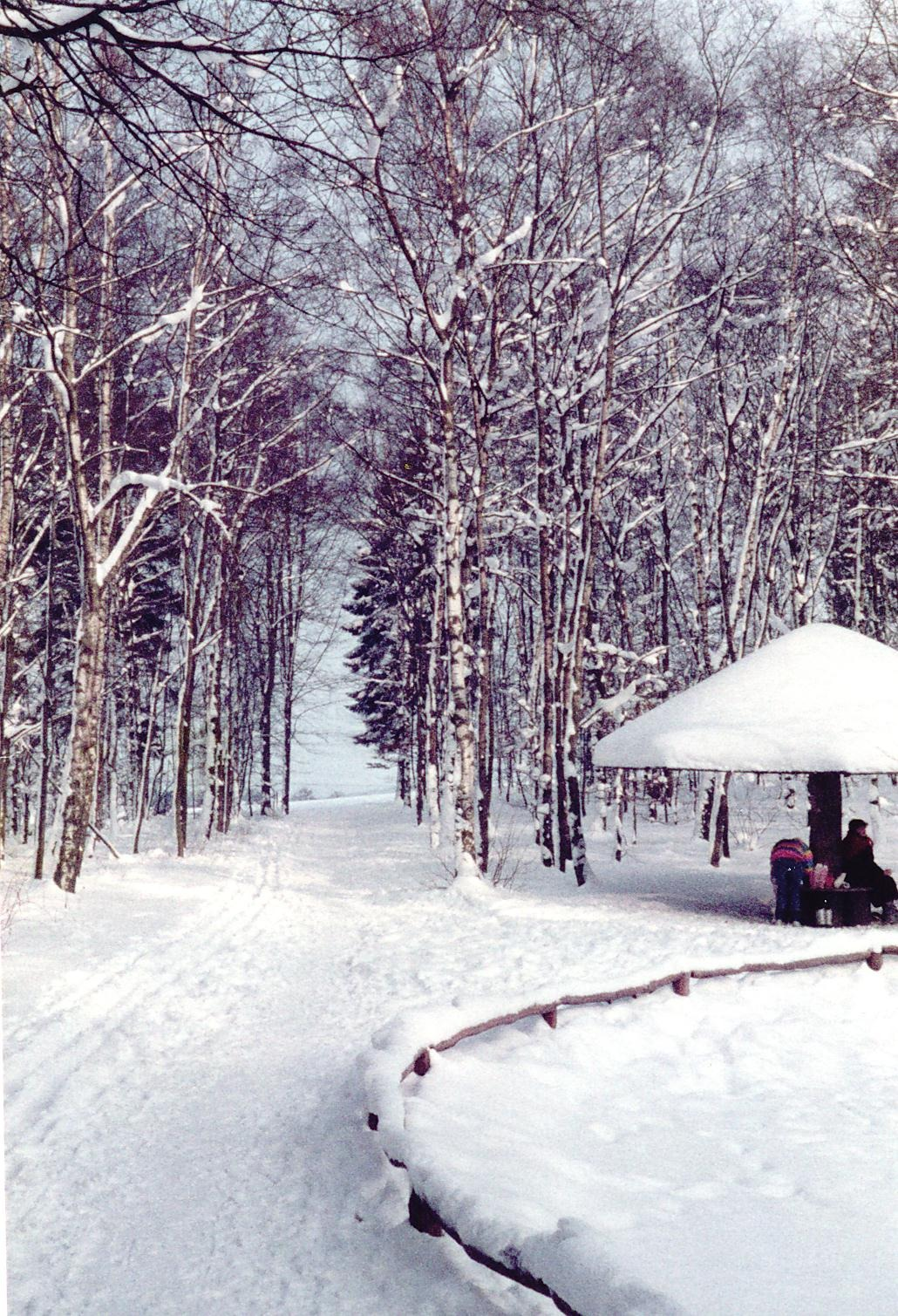
Winter in Lüttringhausen am Stadtwaldteich nahe Olperhöhe
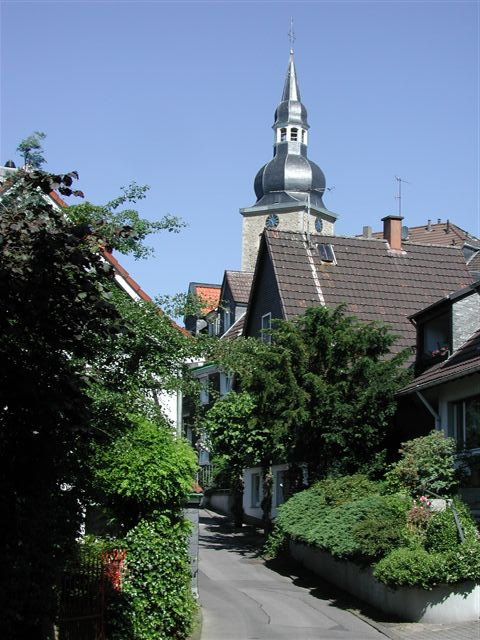
Adolf-Clarenbach-Straße mit Blick auf die ev. Stadtkirche
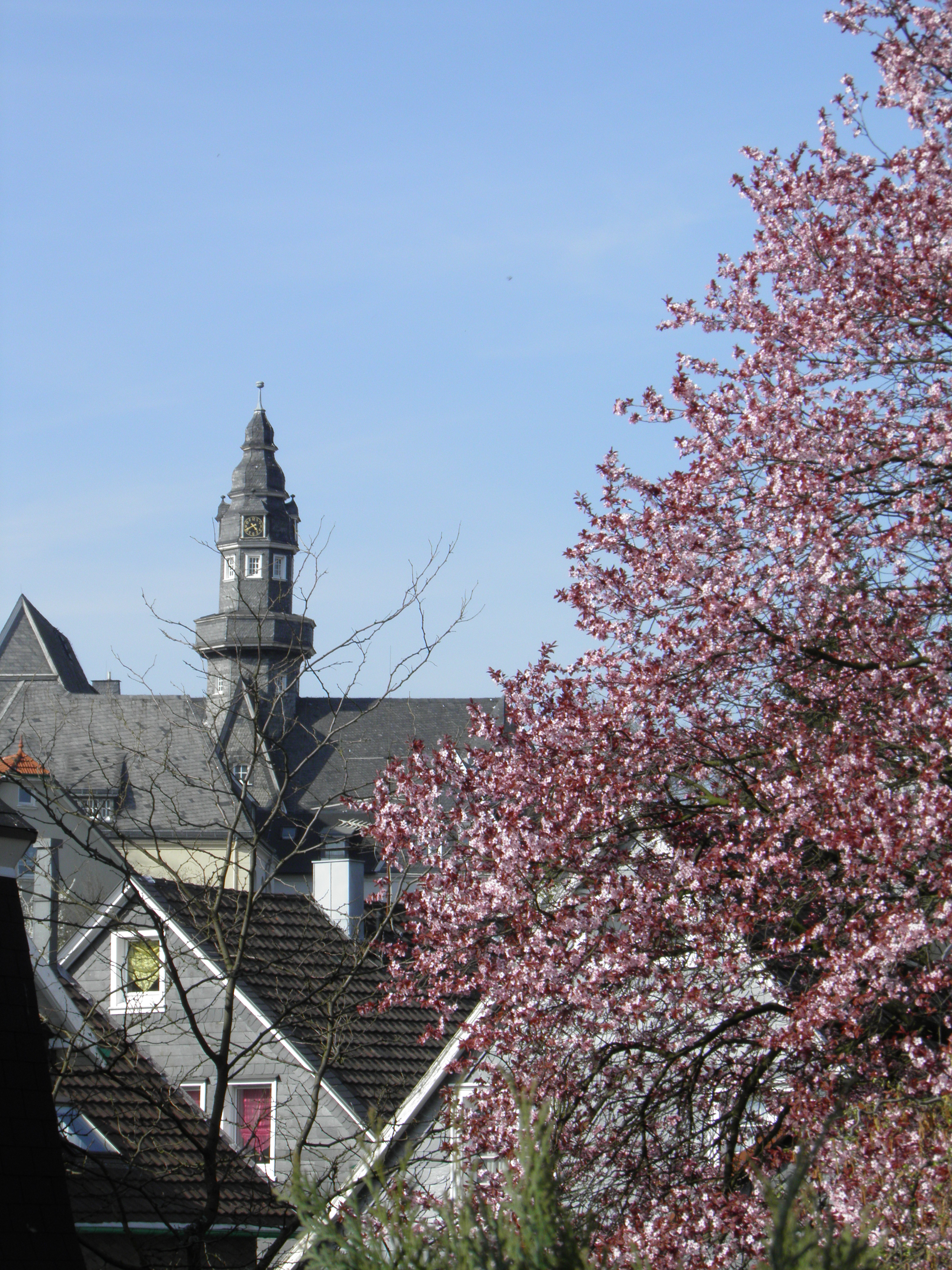
Rathaus Lüttringhausen
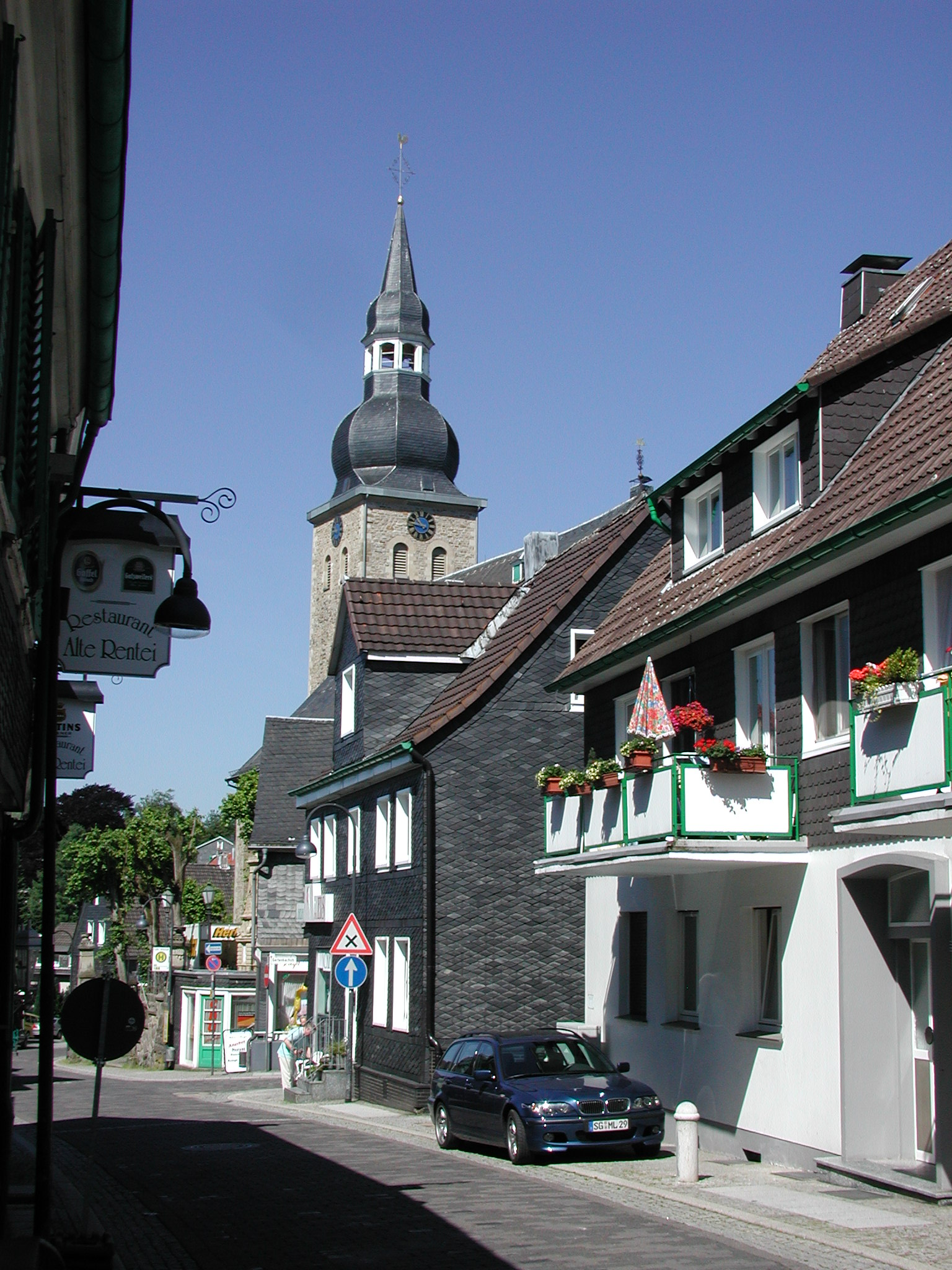
Richthofenstraße nahe Stadtkirche
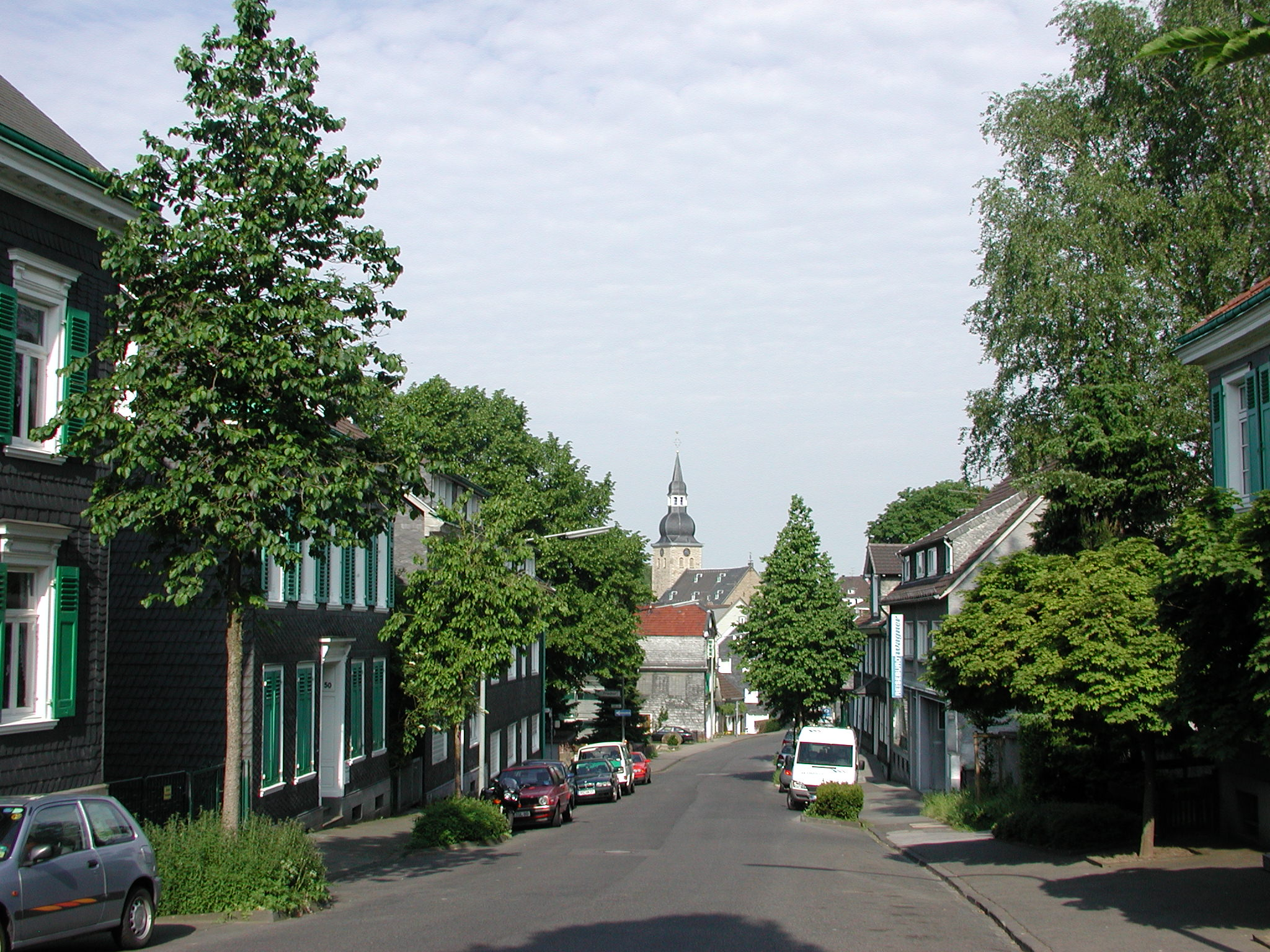
Richthofenstraße in Richtung Ortskern
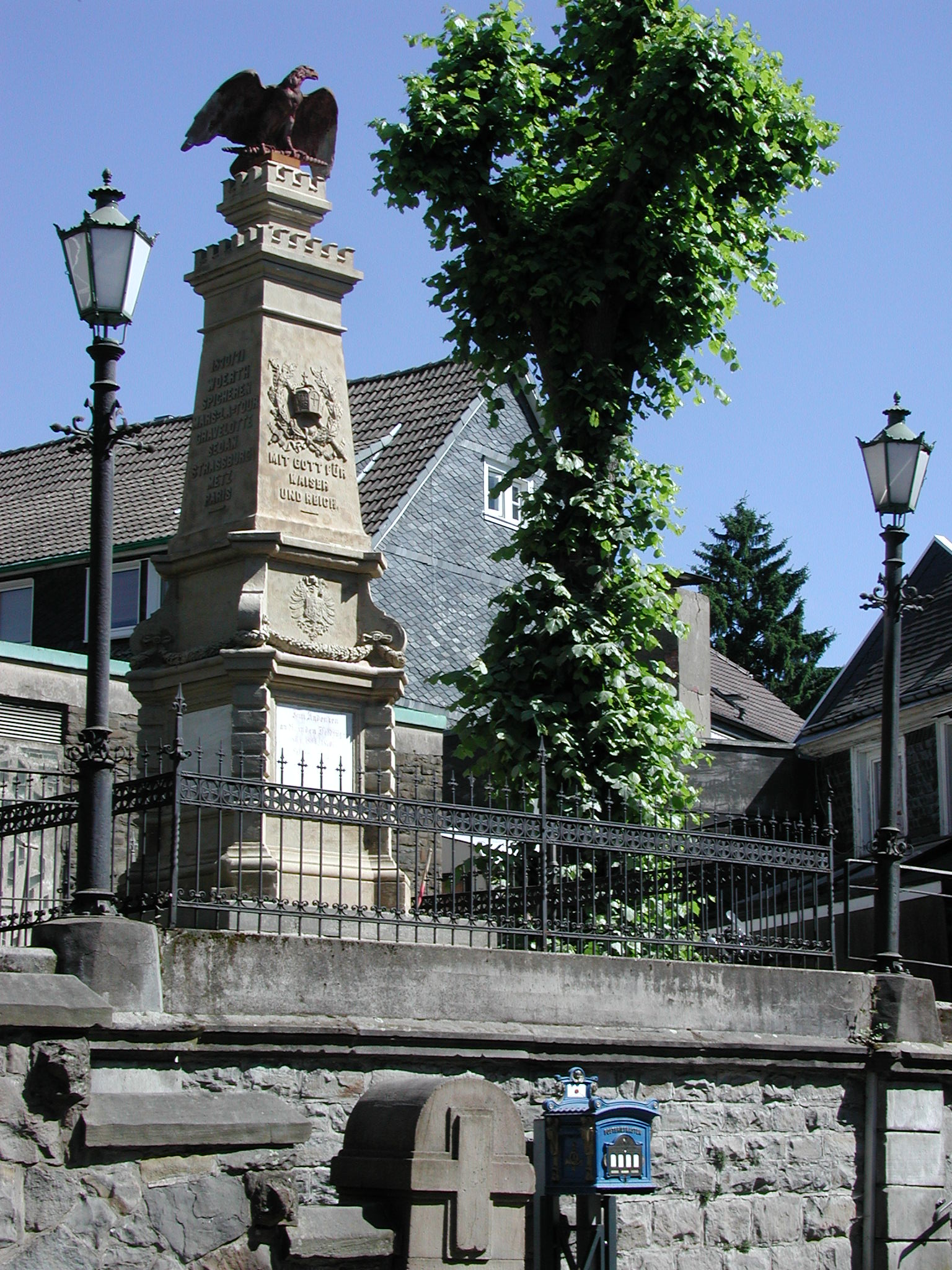
Sedans-Denkmal an der Richthofen-Straße
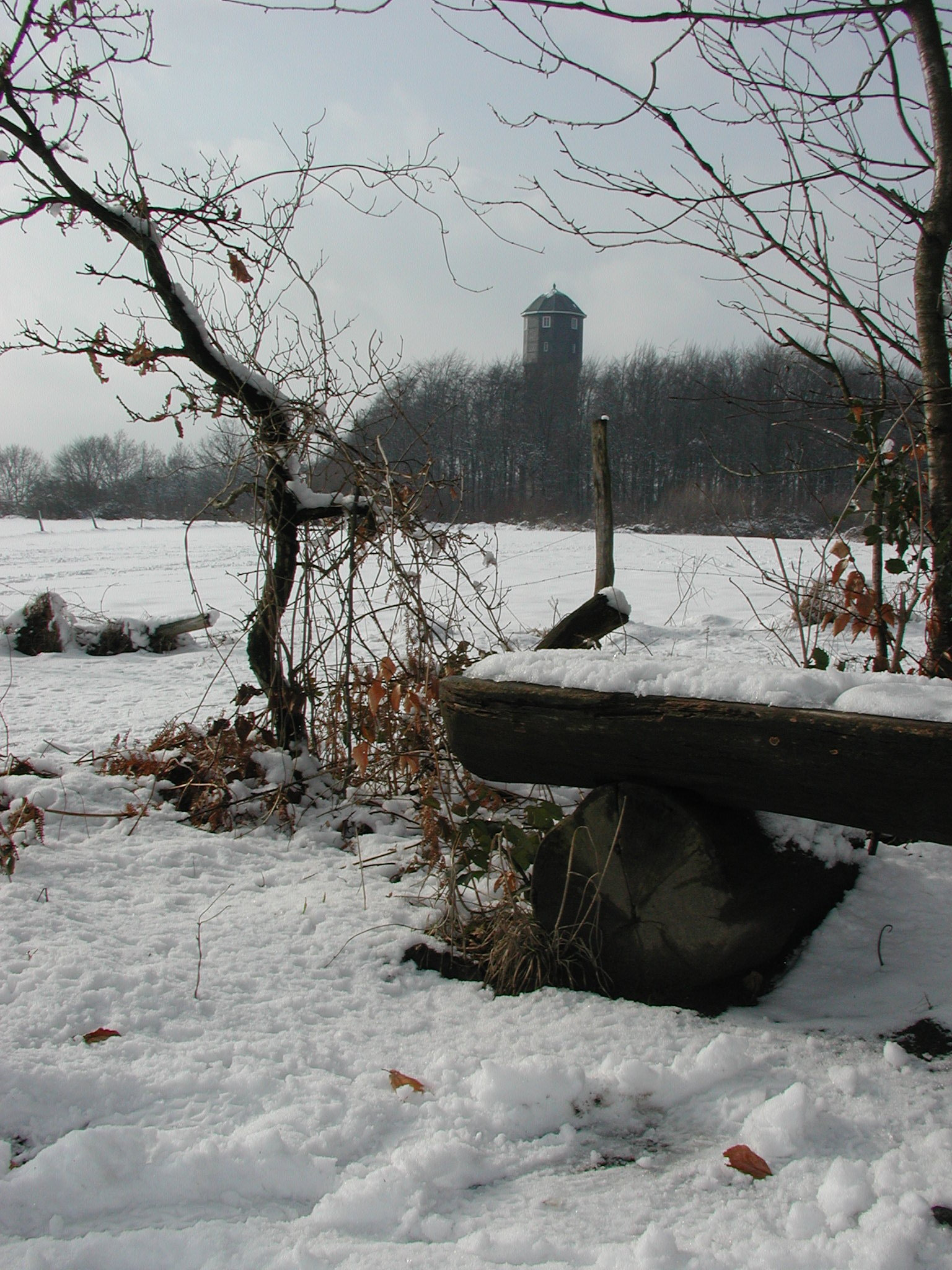
Wasserturm am Stadtwald nahe Garschagen im Winter
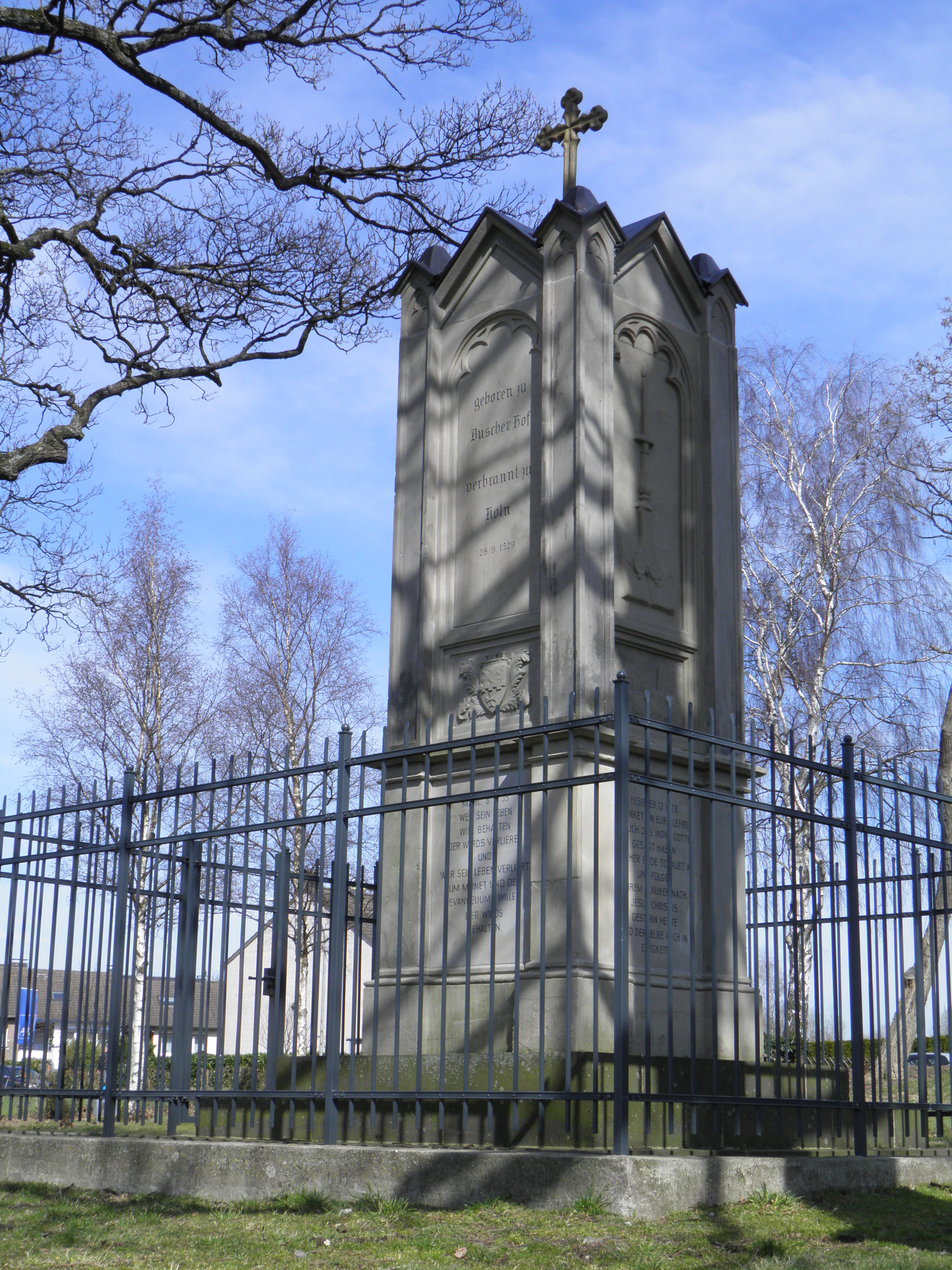
Adolf-Clarenbach-Denkmal an der Lüttringhauser Straße
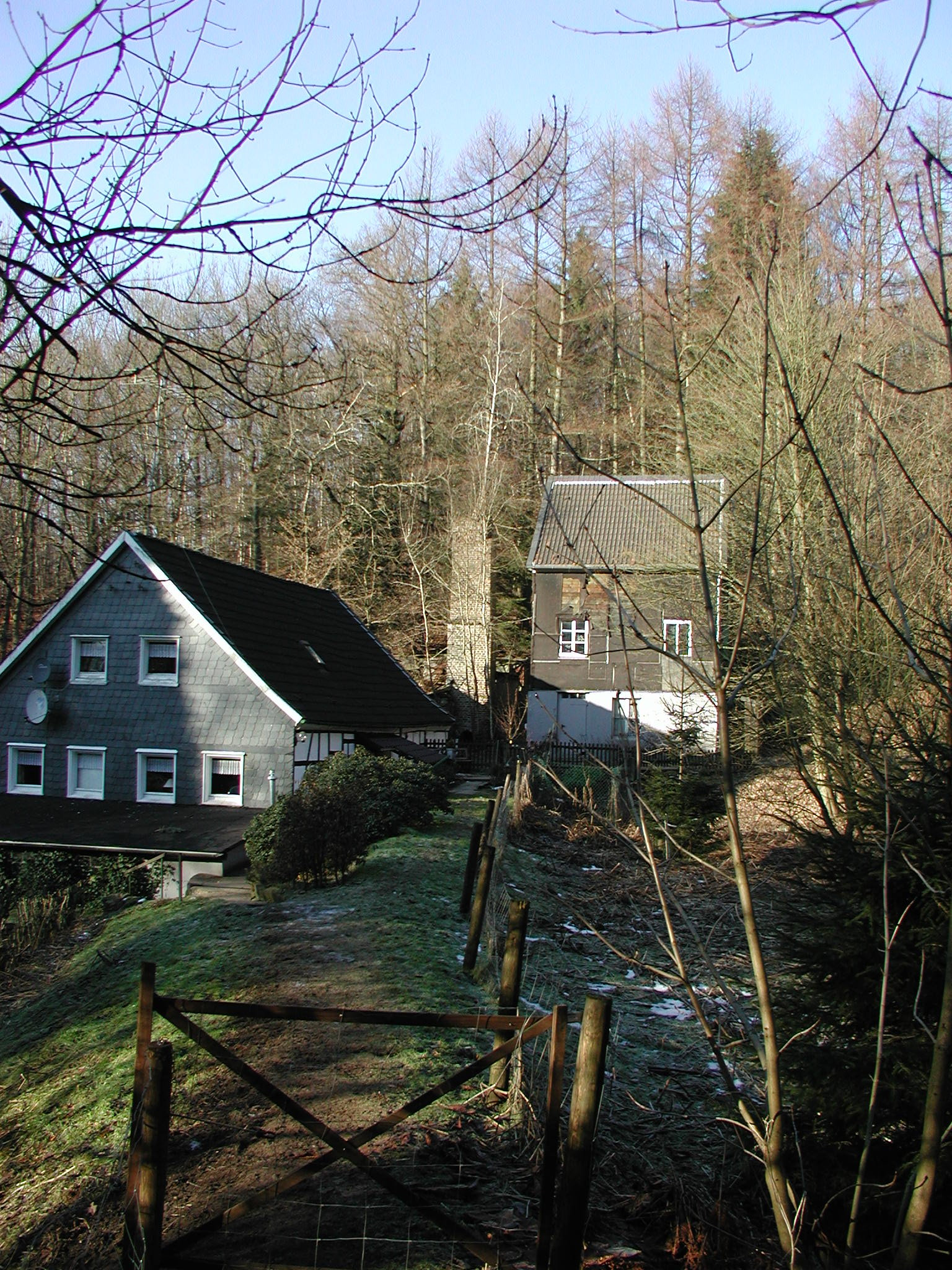
Lennartzhammer am Leyerbach
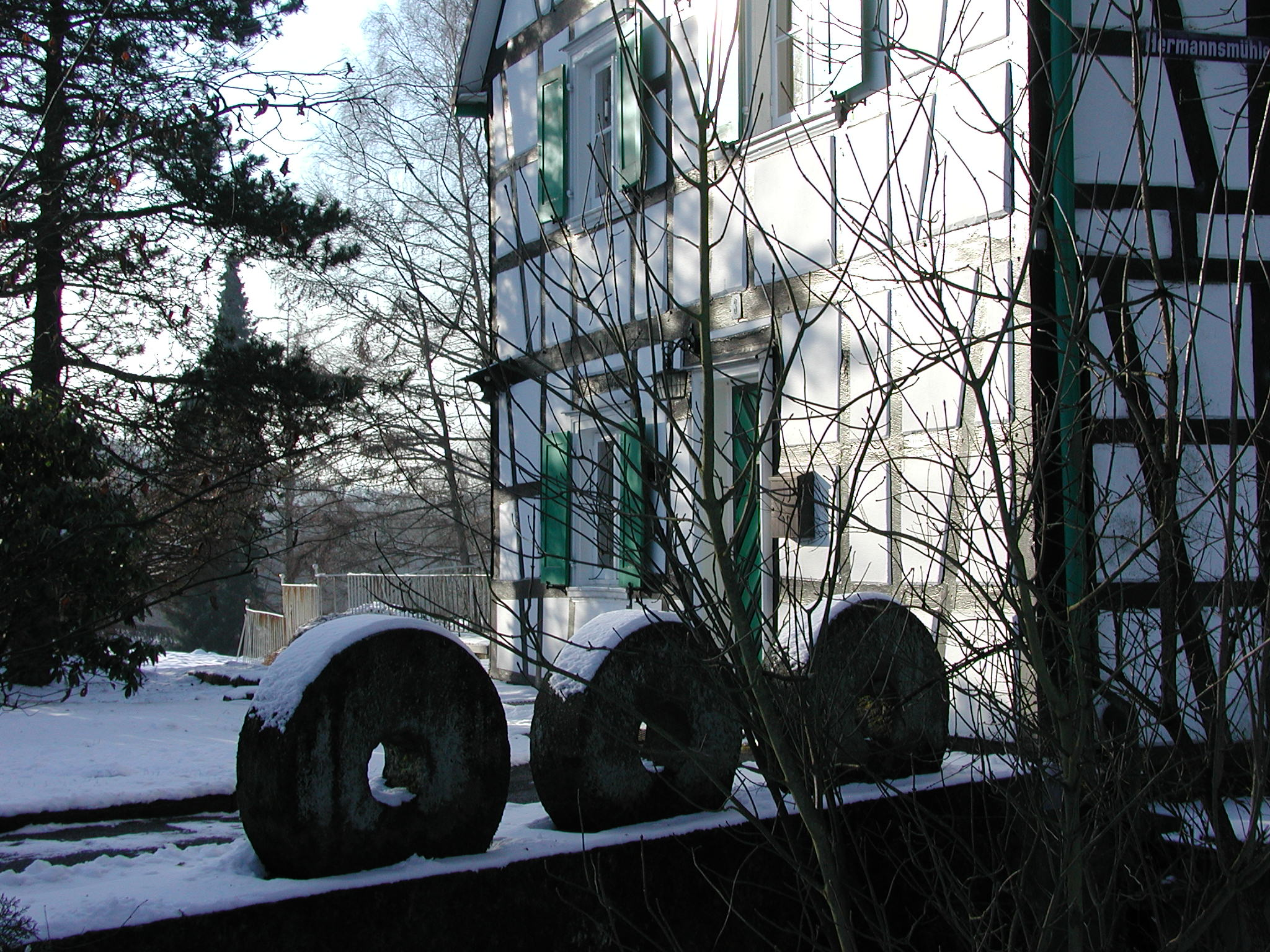
Winter an der Hermannsmühle